# Llista d'asteroides (428001-429000)
Llista d'asteroides del 428.001 al 429.000, amb data de descoberta i descobridor. És un fragment de la llista d'asteroides completa. Als asteroides se'ls dona un número quan es confirma la seva òrbita, per tant apareixen llistats aproximadament segons la data de descobriment.

## 428001– 428100
| Nom    | Designació provisional | Data de descobriment   | Lloc de descobriment | Descobridor/s        |
| ------ | ---------------------- | ---------------------- | -------------------- | -------------------- |
| 428001 | 2006 BM38              | 23 de gener de 2006    | Kitt Peak            | Spacewatch           |
| 428002 | 2006 BO45              | 23 de gener de 2006    | Mount Lemmon         | Mt. Lemmon Survey    |
| 428003 | 2006 BK67              | 6 de desembre de 2005  | Mount Lemmon         | Mt. Lemmon Survey    |
| 428004 | 2006 BX67              | 23 de gener de 2006    | Kitt Peak            | Spacewatch           |
| 428005 | 2006 BT68              | 23 de gener de 2006    | Kitt Peak            | Spacewatch           |
| 428006 | 2006 BP84              | 5 de desembre de 2005  | Mount Lemmon         | Mt. Lemmon Survey    |
| 428007 | 2006 BA86              | 25 de gener de 2006    | Kitt Peak            | Spacewatch           |
| 428008 | 2006 BL92              | 26 de gener de 2006    | Catalina             | CSS                  |
| 428009 | 2006 BL108             | 25 de gener de 2006    | Kitt Peak            | Spacewatch           |
| 428010 | 2006 BK111             | 25 de gener de 2006    | Kitt Peak            | Spacewatch           |
| 428011 | 2006 BM113             | 7 d'octubre de 2005    | Mount Lemmon         | Mt. Lemmon Survey    |
| 428012 | 2006 BS114             | 26 de gener de 2006    | Kitt Peak            | Spacewatch           |
| 428013 | 2006 BW120             | 26 de gener de 2006    | Kitt Peak            | Spacewatch           |
| 428014 | 2006 BE134             | 27 de gener de 2006    | Mount Lemmon         | Mt. Lemmon Survey    |
| 428015 | 2006 BL143             | 28 de gener de 2006    | Mount Lemmon         | Mt. Lemmon Survey    |
| 428016 | 2006 BE153             | 25 de gener de 2006    | Kitt Peak            | Spacewatch           |
| 428017 | 2006 BB159             | 26 de gener de 2006    | Kitt Peak            | Spacewatch           |
| 428018 | 2006 BP159             | 26 de gener de 2006    | Kitt Peak            | Spacewatch           |
| 428019 | 2006 BO184             | 5 de desembre de 2005  | Mount Lemmon         | Mt. Lemmon Survey    |
| 428020 | 2006 BA219             | 28 de gener de 2006    | Mount Lemmon         | Mt. Lemmon Survey    |
| 428021 | 2006 BS219             | 28 de gener de 2006    | Kitt Peak            | Spacewatch           |
| 428022 | 2006 BS231             | 31 de gener de 2006    | Kitt Peak            | Spacewatch           |
| 428023 | 2006 BB237             | 31 de gener de 2006    | Kitt Peak            | Spacewatch           |
| 428024 | 2006 BE257             | 31 de gener de 2006    | Kitt Peak            | Spacewatch           |
| 428025 | 2006 BB259             | 31 de gener de 2006    | Kitt Peak            | Spacewatch           |
| 428026 | 2006 BH275             | 30 de gener de 2006    | Kitt Peak            | Spacewatch           |
| 428027 | 2006 BZ276             | 26 de gener de 2006    | Kitt Peak            | Spacewatch           |
| 428028 | 2006 BX279             | 22 de desembre de 2005 | Kitt Peak            | Spacewatch           |
| 428029 | 2006 BX280             | 23 de gener de 2006    | Kitt Peak            | Spacewatch           |
| 428030 | 2006 CW1               | 1 de febrer de 2006    | Kitt Peak            | Spacewatch           |
| 428031 | 2006 CH46              | 25 de gener de 2006    | Kitt Peak            | Spacewatch           |
| 428032 | 2006 CG62              | 6 de febrer de 2006    | Catalina             | CSS                  |
| 428033 | 2006 DF12              | 26 de gener de 2006    | Kitt Peak            | Spacewatch           |
| 428034 | 2006 DG16              | 1 de febrer de 2006    | Kitt Peak            | Spacewatch           |
| 428035 | 2006 DC17              | 1 de febrer de 2006    | Kitt Peak            | Spacewatch           |
| 428036 | 2006 DA30              | 20 de febrer de 2006   | Kitt Peak            | Spacewatch           |
| 428037 | 2006 DA31              | 20 de febrer de 2006   | Kitt Peak            | Spacewatch           |
| 428038 | 2006 DL34              | 20 de febrer de 2006   | Kitt Peak            | Spacewatch           |
| 428039 | 2006 DT35              | 7 de febrer de 2006    | Mount Lemmon         | Mt. Lemmon Survey    |
| 428040 | 2006 DH43              | 31 de gener de 2006    | Kitt Peak            | Spacewatch           |
| 428041 | 2006 DB48              | 21 de febrer de 2006   | Mount Lemmon         | Mt. Lemmon Survey    |
| 428042 | 2006 DL54              | 24 de febrer de 2006   | Kitt Peak            | Spacewatch           |
| 428043 | 2006 DR82              | 7 de gener de 2006     | Mount Lemmon         | Mt. Lemmon Survey    |
| 428044 | 2006 DJ85              | 24 de febrer de 2006   | Mount Lemmon         | Mt. Lemmon Survey    |
| 428045 | 2006 DP117             | 27 de febrer de 2006   | Kitt Peak            | Spacewatch           |
| 428046 | 2006 DA128             | 26 de gener de 2006    | Mount Lemmon         | Mt. Lemmon Survey    |
| 428047 | 2006 DY128             | 1 de febrer de 2006    | Kitt Peak            | Spacewatch           |
| 428048 | 2006 DD135             | 25 de febrer de 2006   | Mount Lemmon         | Mt. Lemmon Survey    |
| 428049 | 2006 DA138             | 25 de febrer de 2006   | Kitt Peak            | Spacewatch           |
| 428050 | 2006 DM142             | 25 de febrer de 2006   | Kitt Peak            | Spacewatch           |
| 428051 | 2006 DG160             | 27 de febrer de 2006   | Kitt Peak            | Spacewatch           |
| 428052 | 2006 DG189             | 27 de febrer de 2006   | Kitt Peak            | Spacewatch           |
| 428053 | 2006 DM197             | 24 de febrer de 2006   | Catalina             | CSS                  |
| 428054 | 2006 DZ203             | 6 de gener de 2006     | Mount Lemmon         | Mt. Lemmon Survey    |
| 428055 | 2006 DF217             | 21 de febrer de 2006   | Anderson Mesa        | LONEOS               |
| 428056 | 2006 EO                | 2 de març de 2006      | Kitt Peak            | Spacewatch           |
| 428057 | 2006 ES                | 8 de gener de 2006     | Mount Lemmon         | Mt. Lemmon Survey    |
| 428058 | 2006 EO13              | 2 de març de 2006      | Kitt Peak            | Spacewatch           |
| 428059 | 2006 EW15              | 2 de març de 2006      | Kitt Peak            | Spacewatch           |
| 428060 | 2006 EK18              | 2 de març de 2006      | Kitt Peak            | Spacewatch           |
| 428061 | 2006 EJ20              | 2 de febrer de 2006    | Kitt Peak            | Spacewatch           |
| 428062 | 2006 ER39              | 4 de març de 2006      | Kitt Peak            | Spacewatch           |
| 428063 | 2006 EU53              | 3 de març de 2006      | Mount Lemmon         | Mt. Lemmon Survey    |
| 428064 | 2006 EU64              | 5 de març de 2006      | Kitt Peak            | Spacewatch           |
| 428065 | 2006 FL21              | 26 de gener de 2006    | Mount Lemmon         | Mt. Lemmon Survey    |
| 428066 | 2006 FE43              | 4 de març de 2006      | Mount Lemmon         | Mt. Lemmon Survey    |
| 428067 | 2006 GM3               | 7 d'abril de 2006      | Wrightwood           | Young, J. W.         |
| 428068 | 2006 GE7               | 2 d'abril de 2006      | Kitt Peak            | Spacewatch           |
| 428069 | 2006 HM8               | 2 de març de 2006      | Kitt Peak            | Spacewatch           |
| 428070 | 2006 HP22              | 20 d'abril de 2006     | Kitt Peak            | Spacewatch           |
| 428071 | 2006 HY44              | 25 d'abril de 2006     | Kitt Peak            | Spacewatch           |
| 428072 | 2006 HP52              | 2 d'abril de 2006      | Catalina             | CSS                  |
| 428073 | 2006 HQ52              | 18 d'abril de 2006     | Catalina             | CSS                  |
| 428074 | 2006 HC76              | 25 d'abril de 2006     | Kitt Peak            | Spacewatch           |
| 428075 | 2006 HY97              | 30 d'abril de 2006     | Kitt Peak            | Spacewatch           |
| 428076 | 2006 HH106             | 20 d'abril de 2006     | Kitt Peak            | Spacewatch           |
| 428077 | 2006 HO132             | 27 de febrer de 2006   | Kitt Peak            | Spacewatch           |
| 428078 | 2006 JG20              | 20 d'abril de 2006     | Kitt Peak            | Spacewatch           |
| 428079 | 2006 JL52              | 5 de maig de 2006      | Anderson Mesa        | LONEOS               |
| 428080 | 2006 JG80              | 9 de maig de 2006      | Mount Lemmon         | Mt. Lemmon Survey    |
| 428081 | 2006 JR80              | 8 de maig de 2006      | Mount Lemmon         | Mt. Lemmon Survey    |
| 428082 | 2006 KN12              | 20 de maig de 2006     | Kitt Peak            | Spacewatch           |
| 428083 | 2006 KL46              | 19 de novembre de 2003 | Kitt Peak            | Spacewatch           |
| 428084 | 2006 KT71              | 22 de maig de 2006     | Kitt Peak            | Spacewatch           |
| 428085 | 2006 KB85              | 26 de maig de 2006     | Mount Lemmon         | Mt. Lemmon Survey    |
| 428086 | 2006 NM                | 3 de juliol de 2006    | Siding Spring        | Siding Spring Survey |
| 428087 | 2006 OP9               | 24 de juliol de 2006   | Hibiscus             | Hönig, S. F.         |
| 428088 | 2006 OQ9               | 18 de juliol de 2006   | Mount Lemmon         | Mt. Lemmon Survey    |
| 428089 | 2006 PK32              | 15 d'agost de 2006     | Palomar              | NEAT                 |
| 428090 | 2006 PU32              | 15 d'agost de 2006     | Siding Spring        | Siding Spring Survey |
| 428091 | 2006 QH4               | 18 d'agost de 2006     | Kitt Peak            | Spacewatch           |
| 428092 | 2006 QO4               | 18 d'agost de 2006     | Vicques              | Ory, M.              |
| 428093 | 2006 QE16              | 17 d'agost de 2006     | Palomar              | NEAT                 |
| 428094 | 2006 QK41              | 21 de juny de 2006     | Catalina             | CSS                  |
| 428095 | 2006 QE59              | 19 d'agost de 2006     | Anderson Mesa        | LONEOS               |
| 428096 | 2006 QA63              | 24 d'agost de 2006     | Socorro              | LINEAR               |
| 428097 | 2006 QT65              | 27 d'agost de 2006     | Kitt Peak            | Spacewatch           |
| 428098 | 2006 QO68              | 21 d'agost de 2006     | Kitt Peak            | Spacewatch           |
| 428099 | 2006 QZ126             | 16 d'agost de 2006     | Palomar              | NEAT                 |
| 428100 | 2006 QJ132             | 22 d'agost de 2006     | Palomar              | NEAT                 |

## 428101– 428200
| Nom    | Designació provisional | Data de descobriment   | Lloc de descobriment | Descobridor/s     |
| ------ | ---------------------- | ---------------------- | -------------------- | ----------------- |
| 428101 | 2006 QD135             | 27 d'agost de 2006     | Anderson Mesa        | LONEOS            |
| 428102 | 2006 QO137             | 30 d'agost de 2006     | Saint-Sulpice        | Christophe, B.    |
| 428103 | 2006 QU162             | 21 d'agost de 2006     | Kitt Peak            | Spacewatch        |
| 428104 | 2006 QT182             | 18 d'agost de 2006     | Kitt Peak            | Spacewatch        |
| 428105 | 2006 QP187             | 29 d'agost de 2006     | Anderson Mesa        | LONEOS            |
| 428106 | 2006 RQ                | 28 d'agost de 2006     | Catalina             | CSS               |
| 428107 | 2006 RO6               | 14 de setembre de 2006 | Catalina             | CSS               |
| 428108 | 2006 RY8               | 12 de setembre de 2006 | Catalina             | CSS               |
| 428109 | 2006 RN32              | 15 de setembre de 2006 | Kitt Peak            | Spacewatch        |
| 428110 | 2006 RR52              | 14 de setembre de 2006 | Kitt Peak            | Spacewatch        |
| 428111 | 2006 RM54              | 21 de juliol de 2006   | Mount Lemmon         | Mt. Lemmon Survey |
| 428112 | 2006 RA56              | 14 de setembre de 2006 | Kitt Peak            | Spacewatch        |
| 428113 | 2006 RB66              | 14 de setembre de 2006 | Kitt Peak            | Spacewatch        |
| 428114 | 2006 RS68              | 15 de setembre de 2006 | Kitt Peak            | Spacewatch        |
| 428115 | 2006 RB82              | 15 de setembre de 2006 | Kitt Peak            | Spacewatch        |
| 428116 | 2006 RZ87              | 15 de setembre de 2006 | Kitt Peak            | Spacewatch        |
| 428117 | 2006 RK99              | 15 de setembre de 2006 | Kitt Peak            | Spacewatch        |
| 428118 | 2006 RP100             | 14 de setembre de 2006 | Catalina             | CSS               |
| 428119 | 2006 RC104             | 11 de setembre de 2006 | Apache Point         | Becker, A. C.     |
| 428120 | 2006 RX108             | 14 de setembre de 2006 | Mauna Kea            | Masiero, J.       |
| 428121 | 2006 RZ110             | 14 de setembre de 2006 | Mauna Kea            | Masiero, J.       |
| 428122 | 2006 SJ2               | 16 de setembre de 2006 | Catalina             | CSS               |
| 428123 | 2006 SD10              | 30 d'agost de 2006     | Anderson Mesa        | LONEOS            |
| 428124 | 2006 SX16              | 22 de juliol de 2006   | Mount Lemmon         | Mt. Lemmon Survey |
| 428125 | 2006 SV41              | 18 de setembre de 2006 | Anderson Mesa        | LONEOS            |
| 428126 | 2006 SW41              | 18 de setembre de 2006 | Anderson Mesa        | LONEOS            |
| 428127 | 2006 SG52              | 19 de setembre de 2006 | Anderson Mesa        | LONEOS            |
| 428128 | 2006 SU65              | 19 de setembre de 2006 | Kitt Peak            | Spacewatch        |
| 428129 | 2006 SZ67              | 19 de setembre de 2006 | Kitt Peak            | Spacewatch        |
| 428130 | 2006 SO72              | 19 de setembre de 2006 | Kitt Peak            | Spacewatch        |
| 428131 | 2006 SM73              | 19 de setembre de 2006 | Kitt Peak            | Spacewatch        |
| 428132 | 2006 ST75              | 19 de setembre de 2006 | Kitt Peak            | Spacewatch        |
| 428133 | 2006 SK93              | 18 de setembre de 2006 | Kitt Peak            | Spacewatch        |
| 428134 | 2006 SV95              | 18 de setembre de 2006 | Kitt Peak            | Spacewatch        |
| 428135 | 2006 SQ103             | 19 de setembre de 2006 | Kitt Peak            | Spacewatch        |
| 428136 | 2006 SJ109             | 19 de setembre de 2006 | Kitt Peak            | Spacewatch        |
| 428137 | 2006 SH123             | 29 de febrer de 2004   | Kitt Peak            | Spacewatch        |
| 428138 | 2006 SR124             | 19 de setembre de 2006 | Catalina             | CSS               |
| 428139 | 2006 SN132             | 16 de setembre de 2006 | Catalina             | CSS               |
| 428140 | 2006 SG145             | 19 de setembre de 2006 | Kitt Peak            | Spacewatch        |
| 428141 | 2006 SB156             | 23 de setembre de 2006 | Kitt Peak            | Spacewatch        |
| 428142 | 2006 SQ158             | 23 de setembre de 2006 | Kitt Peak            | Spacewatch        |
| 428143 | 2006 SX167             | 17 de setembre de 2006 | Catalina             | CSS               |
| 428144 | 2006 SM168             | 25 de setembre de 2006 | Kitt Peak            | Spacewatch        |
| 428145 | 2006 SN170             | 25 de setembre de 2006 | Kitt Peak            | Spacewatch        |
| 428146 | 2006 SP172             | 25 de setembre de 2006 | Kitt Peak            | Spacewatch        |
| 428147 | 2006 SZ175             | 25 de setembre de 2006 | Kitt Peak            | Spacewatch        |
| 428148 | 2006 ST185             | 25 de setembre de 2006 | Mount Lemmon         | Mt. Lemmon Survey |
| 428149 | 2006 SK215             | 27 de setembre de 2006 | Kitt Peak            | Spacewatch        |
| 428150 | 2006 SY222             | 25 de setembre de 2006 | Mount Lemmon         | Mt. Lemmon Survey |
| 428151 | 2006 SL234             | 26 de setembre de 2006 | Kitt Peak            | Spacewatch        |
| 428152 | 2006 SR235             | 18 d'agost de 2006     | Kitt Peak            | Spacewatch        |
| 428153 | 2006 SM236             | 26 de setembre de 2006 | Mount Lemmon         | Mt. Lemmon Survey |
| 428154 | 2006 SD256             | 11 de març de 2005     | Mount Lemmon         | Mt. Lemmon Survey |
| 428155 | 2006 SS267             | 26 de setembre de 2006 | Kitt Peak            | Spacewatch        |
| 428156 | 2006 SR268             | 26 de setembre de 2006 | Kitt Peak            | Spacewatch        |
| 428157 | 2006 SB272             | 27 d'agost de 2006     | Kitt Peak            | Spacewatch        |
| 428158 | 2006 SX279             | 28 de setembre de 2006 | Kitt Peak            | Spacewatch        |
| 428159 | 2006 SS289             | 19 de setembre de 2006 | Catalina             | CSS               |
| 428160 | 2006 SM306             | 27 de setembre de 2006 | Mount Lemmon         | Mt. Lemmon Survey |
| 428161 | 2006 SD311             | 27 de setembre de 2006 | Kitt Peak            | Spacewatch        |
| 428162 | 2006 SX338             | 28 de setembre de 2006 | Kitt Peak            | Spacewatch        |
| 428163 | 2006 SU346             | 28 de setembre de 2006 | Mount Lemmon         | Mt. Lemmon Survey |
| 428164 | 2006 SB361             | 30 de setembre de 2006 | Mount Lemmon         | Mt. Lemmon Survey |
| 428165 | 2006 SG363             | 30 de setembre de 2006 | Mount Lemmon         | Mt. Lemmon Survey |
| 428166 | 2006 SY366             | 20 de setembre de 2006 | Catalina             | CSS               |
| 428167 | 2006 SM373             | 16 de setembre de 2006 | Apache Point         | Becker, A. C.     |
| 428168 | 2006 SY385             | 29 de setembre de 2006 | Apache Point         | Becker, A. C.     |
| 428169 | 2006 SP392             | 26 de setembre de 2006 | Mount Lemmon         | Mt. Lemmon Survey |
| 428170 | 2006 SO395             | 17 de setembre de 2006 | Mauna Kea            | Masiero, J.       |
| 428171 | 2006 SL398             | 16 de setembre de 2006 | Kitt Peak            | Spacewatch        |
| 428172 | 2006 SS411             | 28 de setembre de 2006 | Kitt Peak            | Spacewatch        |
| 428173 | 2006 TZ21              | 11 d'octubre de 2006   | Kitt Peak            | Spacewatch        |
| 428174 | 2006 TC30              | 30 de setembre de 2006 | Mount Lemmon         | Mt. Lemmon Survey |
| 428175 | 2006 TR35              | 12 d'octubre de 2006   | Kitt Peak            | Spacewatch        |
| 428176 | 2006 TV46              | 12 d'octubre de 2006   | Kitt Peak            | Spacewatch        |
| 428177 | 2006 TT71              | 30 de setembre de 2006 | Catalina             | CSS               |
| 428178 | 2006 TH83              | 4 d'octubre de 2006    | Mount Lemmon         | Mt. Lemmon Survey |
| 428179 | 2006 TF88              | 13 d'octubre de 2006   | Kitt Peak            | Spacewatch        |
| 428180 | 2006 TT95              | 12 d'octubre de 2006   | Kitt Peak            | Spacewatch        |
| 428181 | 2006 TW114             | 1 d'octubre de 2006    | Apache Point         | Becker, A. C.     |
| 428182 | 2006 UY3               | 22 de setembre de 2006 | Catalina             | CSS               |
| 428183 | 2006 UY9               | 16 d'octubre de 2006   | Kitt Peak            | Spacewatch        |
| 428184 | 2006 UW47              | 16 de setembre de 2006 | Catalina             | CSS               |
| 428185 | 2006 UY60              | 19 d'octubre de 2006   | Mount Lemmon         | Mt. Lemmon Survey |
| 428186 | 2006 UO68              | 16 d'octubre de 2006   | Kitt Peak            | Spacewatch        |
| 428187 | 2006 UP71              | 17 d'octubre de 2006   | Kitt Peak            | Spacewatch        |
| 428188 | 2006 UC84              | 25 de setembre de 2006 | Mount Lemmon         | Mt. Lemmon Survey |
| 428189 | 2006 UE87              | 17 d'octubre de 2006   | Mount Lemmon         | Mt. Lemmon Survey |
| 428190 | 2006 UG87              | 17 d'octubre de 2006   | Mount Lemmon         | Mt. Lemmon Survey |
| 428191 | 2006 UC103             | 2 d'octubre de 2006    | Mount Lemmon         | Mt. Lemmon Survey |
| 428192 | 2006 UL110             | 19 d'octubre de 2006   | Kitt Peak            | Spacewatch        |
| 428193 | 2006 UW121             | 19 d'octubre de 2006   | Kitt Peak            | Spacewatch        |
| 428194 | 2006 UC133             | 19 d'octubre de 2006   | Kitt Peak            | Spacewatch        |
| 428195 | 2006 UW140             | 19 d'octubre de 2006   | Kitt Peak            | Spacewatch        |
| 428196 | 2006 UM156             | 21 d'octubre de 2006   | Catalina             | CSS               |
| 428197 | 2006 UZ161             | 2 d'octubre de 2006    | Mount Lemmon         | Mt. Lemmon Survey |
| 428198 | 2006 UA164             | 2 d'octubre de 2006    | Mount Lemmon         | Mt. Lemmon Survey |
| 428199 | 2006 UN166             | 21 d'octubre de 2006   | Mount Lemmon         | Mt. Lemmon Survey |

## 428201– 428300
| Nom    | Designació provisional | Data de descobriment   | Lloc de descobriment | Descobridor/s         |
| ------ | ---------------------- | ---------------------- | -------------------- | --------------------- |
| 428200 | 2006 US220             | 17 d'octubre de 2006   | Kitt Peak            | Spacewatch            |
| 428201 | 2006 UU230             | 21 d'octubre de 2006   | Palomar              | NEAT                  |
| 428202 | 2006 UO252             | 26 de setembre de 2006 | Mount Lemmon         | Mt. Lemmon Survey     |
| 428203 | 2006 UQ268             | 27 d'octubre de 2006   | Mount Lemmon         | Mt. Lemmon Survey     |
| 428204 | 2006 UX269             | 4 d'octubre de 2006    | Mount Lemmon         | Mt. Lemmon Survey     |
| 428205 | 2006 UO278             | 28 de setembre de 2006 | Mount Lemmon         | Mt. Lemmon Survey     |
| 428206 | 2006 UL280             | 28 d'octubre de 2006   | Mount Lemmon         | Mt. Lemmon Survey     |
| 428207 | 2006 UO281             | 25 de setembre de 2006 | Mount Lemmon         | Mt. Lemmon Survey     |
| 428208 | 2006 UB330             | 16 d'octubre de 2006   | Apache Point         | Becker, A. C.         |
| 428209 | 2006 VC                | 1 de novembre de 2006  | Catalina             | CSS                   |
| 428210 | 2006 VQ7               | 27 de setembre de 2006 | Mount Lemmon         | Mt. Lemmon Survey     |
| 428211 | 2006 VK16              | 21 d'octubre de 2006   | Kitt Peak            | Spacewatch            |
| 428212 | 2006 VS18              | 9 de novembre de 2006  | Kitt Peak            | Spacewatch            |
| 428213 | 2006 VQ20              | 9 de novembre de 2006  | Kitt Peak            | Spacewatch            |
| 428214 | 2006 VC32              | 11 de novembre de 2006 | Mount Lemmon         | Mt. Lemmon Survey     |
| 428215 | 2006 VH36              | 11 de novembre de 2006 | Catalina             | CSS                   |
| 428216 | 2006 VA48              | 27 de setembre de 2006 | Mount Lemmon         | Mt. Lemmon Survey     |
| 428217 | 2006 VP74              | 21 d'octubre de 2006   | Mount Lemmon         | Mt. Lemmon Survey     |
| 428218 | 2006 VD111             | 4 d'octubre de 2006    | Mount Lemmon         | Mt. Lemmon Survey     |
| 428219 | 2006 VB114             | 20 d'octubre de 2006   | Kitt Peak            | Spacewatch            |
| 428220 | 2006 VR120             | 21 d'octubre de 2006   | Kitt Peak            | Spacewatch            |
| 428221 | 2006 VY123             | 14 de novembre de 2006 | Kitt Peak            | Spacewatch            |
| 428222 | 2006 VV136             | 15 de novembre de 2006 | Kitt Peak            | Spacewatch            |
| 428223 | 2006 WW                | 17 de novembre de 2006 | Catalina             | CSS                   |
| 428224 | 2006 WX34              | 16 de novembre de 2006 | Kitt Peak            | Spacewatch            |
| 428225 | 2006 WU35              | 16 de novembre de 2006 | Kitt Peak            | Spacewatch            |
| 428226 | 2006 WW47              | 16 de novembre de 2006 | Kitt Peak            | Spacewatch            |
| 428227 | 2006 WD95              | 19 de novembre de 2006 | Kitt Peak            | Spacewatch            |
| 428228 | 2006 WP114             | 15 de novembre de 2006 | Catalina             | CSS                   |
| 428229 | 2006 WU124             | 15 de novembre de 2006 | Catalina             | CSS                   |
| 428230 | 2006 WD153             | 21 de novembre de 2006 | Mount Lemmon         | Mt. Lemmon Survey     |
| 428231 | 2006 WX153             | 22 de novembre de 2006 | Kitt Peak            | Spacewatch            |
| 428232 | 2006 WP167             | 20 d'octubre de 2006   | Mount Lemmon         | Mt. Lemmon Survey     |
| 428233 | 2006 WC168             | 11 de novembre de 2006 | Kitt Peak            | Spacewatch            |
| 428234 | 2006 WV182             | 24 de novembre de 2006 | Kitt Peak            | Spacewatch            |
| 428235 | 2006 XE11              | 21 d'octubre de 2006   | Kitt Peak            | Spacewatch            |
| 428236 | 2006 XO13              | 10 de desembre de 2006 | Kitt Peak            | Spacewatch            |
| 428237 | 2006 XO22              | 10 de novembre de 2006 | Kitt Peak            | Spacewatch            |
| 428238 | 2006 XP28              | 17 de novembre de 2006 | Mount Lemmon         | Mt. Lemmon Survey     |
| 428239 | 2006 XL58              | 22 de novembre de 2006 | Mount Lemmon         | Mt. Lemmon Survey     |
| 428240 | 2006 XS61              | 15 de desembre de 2006 | Kitt Peak            | Spacewatch            |
| 428241 | 2006 XF70              | 13 de desembre de 2006 | Mount Lemmon         | Mt. Lemmon Survey     |
| 428242 | 2006 YF10              | 16 de novembre de 2006 | Kitt Peak            | Spacewatch            |
| 428243 | 2006 YE19              | 24 de desembre de 2006 | Kitt Peak            | Spacewatch            |
| 428244 | 2006 YH22              | 12 de novembre de 2006 | Mount Lemmon         | Mt. Lemmon Survey     |
| 428245 | 2006 YQ31              | 1 de desembre de 2006  | Mount Lemmon         | Mt. Lemmon Survey     |
| 428246 | 2006 YS52              | 21 de desembre de 2006 | Kitt Peak            | Spacewatch            |
| 428247 | 2007 AP2               | 8 de gener de 2007     | Catalina             | CSS                   |
| 428248 | 2007 AY15              | 18 de novembre de 2006 | Mount Lemmon         | Mt. Lemmon Survey     |
| 428249 | 2007 BE1               | 16 de gener de 2007    | Catalina             | CSS                   |
| 428250 | 2007 BS7               | 17 de gener de 2007    | Kitt Peak            | Spacewatch            |
| 428251 | 2007 BT21              | 24 de gener de 2007    | Socorro              | LINEAR                |
| 428252 | 2007 BC22              | 27 de novembre de 2006 | Mount Lemmon         | Mt. Lemmon Survey     |
| 428253 | 2007 BV49              | 25 de gener de 2007    | Catalina             | CSS                   |
| 428254 | 2007 BO58              | 17 de gener de 2007    | Kitt Peak            | Spacewatch            |
| 428255 | 2007 BQ61              | 21 de desembre de 2006 | Kitt Peak            | Spacewatch            |
| 428256 | 2007 BS69              | 27 de gener de 2007    | Kitt Peak            | Spacewatch            |
| 428257 | 2007 BW72              | 25 de gener de 2007    | Catalina             | CSS                   |
| 428258 | 2007 BG100             | 17 de gener de 2007    | Kitt Peak            | Spacewatch            |
| 428259 | 2007 CA6               | 5 de febrer de 2007    | Lulin                | Lin, H.-C., Ye, Q.-z. |
| 428260 | 2007 CZ17              | 8 de febrer de 2007    | Mount Lemmon         | Mt. Lemmon Survey     |
| 428261 | 2007 CW25              | 17 de gener de 2007    | Catalina             | CSS                   |
| 428262 | 2007 CT60              | 10 de febrer de 2007   | Catalina             | CSS                   |
| 428263 | 2007 CR63              | 8 de febrer de 2007    | Kitt Peak            | Spacewatch            |
| 428264 | 2007 CO65              | 10 de febrer de 2007   | Mount Lemmon         | Mt. Lemmon Survey     |
| 428265 | 2007 CG66              | 10 de febrer de 2007   | Mount Lemmon         | Mt. Lemmon Survey     |
| 428266 | 2007 DG28              | 17 de febrer de 2007   | Kitt Peak            | Spacewatch            |
| 428267 | 2007 DB33              | 17 de febrer de 2007   | Kitt Peak            | Spacewatch            |
| 428268 | 2007 DR43              | 17 de febrer de 2007   | Kitt Peak            | Spacewatch            |
| 428269 | 2007 DW47              | 21 de febrer de 2007   | Mount Lemmon         | Mt. Lemmon Survey     |
| 428270 | 2007 DO55              | 21 de febrer de 2007   | Kitt Peak            | Spacewatch            |
| 428271 | 2007 DM61              | 19 de febrer de 2007   | Catalina             | CSS                   |
| 428272 | 2007 DN63              | 8 de febrer de 2007    | Kitt Peak            | Spacewatch            |
| 428273 | 2007 DM64              | 21 de febrer de 2007   | Kitt Peak            | Spacewatch            |
| 428274 | 2007 DT91              | 23 de febrer de 2007   | Mount Lemmon         | Mt. Lemmon Survey     |
| 428275 | 2007 DM111             | 25 de febrer de 2007   | Mount Lemmon         | Mt. Lemmon Survey     |
| 428276 | 2007 EJ25              | 10 de març de 2007     | Mount Lemmon         | Mt. Lemmon Survey     |
| 428277 | 2007 ED34              | 21 de febrer de 2007   | Mount Lemmon         | Mt. Lemmon Survey     |
| 428278 | 2007 EJ53              | 23 de febrer de 2007   | Kitt Peak            | Spacewatch            |
| 428279 | 2007 EX59              | 9 de març de 2007      | Mount Lemmon         | Mt. Lemmon Survey     |
| 428280 | 2007 ED67              | 10 de març de 2007     | Kitt Peak            | Spacewatch            |
| 428281 | 2007 ER84              | 12 de març de 2007     | Catalina             | CSS                   |
| 428282 | 2007 EA85              | 24 de març de 2003     | Kitt Peak            | Spacewatch            |
| 428283 | 2007 ET96              | 10 de març de 2007     | Mount Lemmon         | Mt. Lemmon Survey     |
| 428284 | 2007 EL100             | 27 de març de 2003     | Kitt Peak            | Spacewatch            |
| 428285 | 2007 EK102             | 11 de març de 2007     | Kitt Peak            | Spacewatch            |
| 428286 | 2007 EN103             | 11 de març de 2007     | Mount Lemmon         | Mt. Lemmon Survey     |
| 428287 | 2007 EC117             | 13 de març de 2007     | Mount Lemmon         | Mt. Lemmon Survey     |
| 428288 | 2007 EX120             | 13 de febrer de 2007   | Mount Lemmon         | Mt. Lemmon Survey     |
| 428289 | 2007 EJ126             | 27 de gener de 2007    | Kitt Peak            | Spacewatch            |
| 428290 | 2007 EH130             | 9 de març de 2007      | Mount Lemmon         | Mt. Lemmon Survey     |
| 428291 | 2007 EL131             | 9 de març de 2007      | Mount Lemmon         | Mt. Lemmon Survey     |
| 428292 | 2007 EX137             | 11 de març de 2007     | Kitt Peak            | Spacewatch            |
| 428293 | 2007 EL139             | 12 de març de 2007     | Kitt Peak            | Spacewatch            |
| 428294 | 2007 EL145             | 12 de març de 2007     | Mount Lemmon         | Mt. Lemmon Survey     |
| 428295 | 2007 ED149             | 12 de març de 2007     | Mount Lemmon         | Mt. Lemmon Survey     |
| 428296 | 2007 EE174             | 14 de març de 2007     | Kitt Peak            | Spacewatch            |
| 428297 | 2007 EN182             | 26 de febrer de 2007   | Mount Lemmon         | Mt. Lemmon Survey     |
| 428298 | 2007 EY192             | 4 de desembre de 2005  | Kitt Peak            | Spacewatch            |
| 428299 | 2007 EL198             | 10 de març de 2007     | Kitt Peak            | Spacewatch            |
| 428300 | 2007 EB214             | 12 de març de 2007     | Kitt Peak            | Spacewatch            |

## 428301– 428400
| Nom    | Designació provisional | Data de descobriment   | Lloc de descobriment | Descobridor/s          |
| ------ | ---------------------- | ---------------------- | -------------------- | ---------------------- |
| 428301 | 2007 EG214             | 12 de març de 2007     | Catalina             | CSS                    |
| 428302 | 2007 EB218             | 9 de març de 2007      | Mount Lemmon         | Mt. Lemmon Survey      |
| 428303 | 2007 EF223             | 15 de març de 2007     | Catalina             | CSS                    |
| 428304 | 2007 FG6               | 16 de març de 2007     | Mount Lemmon         | Mt. Lemmon Survey      |
| 428305 | 2007 FY12              | 13 de març de 2007     | Catalina             | CSS                    |
| 428306 | 2007 FN16              | 10 de març de 2007     | Mount Lemmon         | Mt. Lemmon Survey      |
| 428307 | 2007 FP18              | 20 de març de 2007     | Socorro              | LINEAR                 |
| 428308 | 2007 FC25              | 20 de març de 2007     | Kitt Peak            | Spacewatch             |
| 428309 | 2007 FX39              | 17 de març de 2007     | Anderson Mesa        | LONEOS                 |
| 428310 | 2007 FH44              | 25 de març de 2007     | Mount Lemmon         | Mt. Lemmon Survey      |
| 428311 | 2007 FY49              | 20 de març de 2007     | Catalina             | CSS                    |
| 428312 | 2007 GF3               | 7 d'abril de 2007      | Mount Lemmon         | Mt. Lemmon Survey      |
| 428313 | 2007 GT8               | 7 d'abril de 2007      | Mount Lemmon         | Mt. Lemmon Survey      |
| 428314 | 2007 GD20              | 11 d'abril de 2007     | Kitt Peak            | Spacewatch             |
| 428315 | 2007 GG22              | 11 d'abril de 2007     | Mount Lemmon         | Mt. Lemmon Survey      |
| 428316 | 2007 GV33              | 11 d'abril de 2007     | Mount Lemmon         | Mt. Lemmon Survey      |
| 428317 | 2007 GM44              | 14 d'abril de 2007     | Kitt Peak            | Spacewatch             |
| 428318 | 2007 GY49              | 14 de març de 2007     | Mount Lemmon         | Mt. Lemmon Survey      |
| 428319 | 2007 GN67              | 15 d'abril de 2007     | Kitt Peak            | Spacewatch             |
| 428320 | 2007 GV68              | 15 d'abril de 2007     | Mount Lemmon         | Mt. Lemmon Survey      |
| 428321 | 2007 GL77              | 15 d'abril de 2007     | Catalina             | CSS                    |
| 428322 | 2007 HC13              | 25 de febrer de 2007   | Mount Lemmon         | Mt. Lemmon Survey      |
| 428323 | 2007 HH25              | 18 d'abril de 2007     | Kitt Peak            | Spacewatch             |
| 428324 | 2007 HL30              | 19 d'abril de 2007     | Mount Lemmon         | Mt. Lemmon Survey      |
| 428325 | 2007 HL45              | 18 d'abril de 2007     | Kitt Peak            | Spacewatch             |
| 428326 | 2007 HW46              | 20 d'abril de 2007     | Kitt Peak            | Spacewatch             |
| 428327 | 2007 HJ52              | 20 d'abril de 2007     | Kitt Peak            | Spacewatch             |
| 428328 | 2007 HP56              | 22 d'abril de 2007     | Catalina             | CSS                    |
| 428329 | 2007 HW68              | 23 d'abril de 2007     | Mount Lemmon         | Mt. Lemmon Survey      |
| 428330 | 2007 HP73              | 14 d'abril de 2007     | Kitt Peak            | Spacewatch             |
| 428331 | 2007 HV73              | 15 de març de 2007     | Mount Lemmon         | Mt. Lemmon Survey      |
| 428332 | 2007 HV77              | 16 de febrer de 2007   | Mount Lemmon         | Mt. Lemmon Survey      |
| 428333 | 2007 HK84              | 22 d'abril de 2007     | Mount Lemmon         | Mt. Lemmon Survey      |
| 428334 | 2007 HT86              | 24 d'abril de 2007     | Kitt Peak            | Spacewatch             |
| 428335 | 2007 HA87              | 24 d'abril de 2007     | Kitt Peak            | Spacewatch             |
| 428336 | 2007 HL90              | 23 d'abril de 2007     | Catalina             | CSS                    |
| 428337 | 2007 HB97              | 16 d'abril de 2007     | Catalina             | CSS                    |
| 428338 | 2007 HC98              | 24 d'abril de 2007     | Mount Lemmon         | Mt. Lemmon Survey      |
| 428339 | 2007 JL2               | 7 de maig de 2007      | Purple Mountain      | PMO NEO Survey Program |
| 428340 | 2007 KR4               | 24 de maig de 2007     | Kitt Peak            | Spacewatch             |
| 428341 | 2007 KS6               | 11 de maig de 2007     | Mount Lemmon         | Mt. Lemmon Survey      |
| 428342 | 2007 KE8               | 17 de maig de 2007     | Catalina             | CSS                    |
| 428343 | 2007 LA2               | 12 de maig de 2007     | Mount Lemmon         | Mt. Lemmon Survey      |
| 428344 | 2007 LB2               | 7 de juny de 2007      | Kitt Peak            | Spacewatch             |
| 428345 | 2007 LQ4               | 15 de març de 2007     | Mount Lemmon         | Mt. Lemmon Survey      |
| 428346 | 2007 LS23              | 14 de juny de 2007     | Kitt Peak            | Spacewatch             |
| 428347 | 2007 LR30              | 11 de juny de 2007     | Mauna Kea            | Balam, D. D.           |
| 428348 | 2007 MV1               | 17 de juny de 2007     | Kitt Peak            | Spacewatch             |
| 428349 | 2007 MQ5               | 17 de juny de 2007     | Kitt Peak            | Spacewatch             |
| 428350 | 2007 MA17              | 15 de març de 2007     | Mount Lemmon         | Mt. Lemmon Survey      |
| 428351 | 2007 OT5               | 22 de juliol de 2007   | Lulin                | LUSS                   |
| 428352 | 2007 OV7               | 13 de maig de 2007     | Catalina             | CSS                    |
| 428353 | 2007 PD32              | 8 d'agost de 2007      | Socorro              | LINEAR                 |
| 428354 | 2007 PZ49              | 10 d'agost de 2007     | Kitt Peak            | Spacewatch             |
| 428355 | 2007 QS13              | 24 d'agost de 2007     | Kitt Peak            | Spacewatch             |
| 428356 | 2007 RW21              | 3 de setembre de 2007  | Catalina             | CSS                    |
| 428357 | 2007 RK30              | 5 de setembre de 2007  | Anderson Mesa        | LONEOS                 |
| 428358 | 2007 RH47              | 9 de setembre de 2007  | Mount Lemmon         | Mt. Lemmon Survey      |
| 428359 | 2007 RT48              | 9 de setembre de 2007  | Mount Lemmon         | Mt. Lemmon Survey      |
| 428360 | 2007 RW57              | 9 de setembre de 2007  | Anderson Mesa        | LONEOS                 |
| 428361 | 2007 RL59              | 10 de setembre de 2007 | Kitt Peak            | Spacewatch             |
| 428362 | 2007 RW64              | 10 de setembre de 2007 | Mount Lemmon         | Mt. Lemmon Survey      |
| 428363 | 2007 RQ94              | 10 de setembre de 2007 | Kitt Peak            | Spacewatch             |
| 428364 | 2007 RH96              | 10 de setembre de 2007 | Kitt Peak            | Spacewatch             |
| 428365 | 2007 RH102             | 11 de setembre de 2007 | Catalina             | CSS                    |
| 428366 | 2007 RR112             | 11 de setembre de 2007 | Kitt Peak            | Spacewatch             |
| 428367 | 2007 RX132             | 13 de setembre de 2007 | Altschwendt          | Ries, W.               |
| 428368 | 2007 RV136             | 14 de setembre de 2007 | Mount Lemmon         | Mt. Lemmon Survey      |
| 428369 | 2007 RQ182             | 12 de setembre de 2007 | Mount Lemmon         | Mt. Lemmon Survey      |
| 428370 | 2007 RL195             | 12 de setembre de 2007 | Kitt Peak            | Spacewatch             |
| 428371 | 2007 RZ202             | 13 de setembre de 2007 | Kitt Peak            | Spacewatch             |
| 428372 | 2007 RU206             | 10 de setembre de 2007 | Kitt Peak            | Spacewatch             |
| 428373 | 2007 RO212             | 11 de setembre de 2007 | Purple Mountain      | PMO NEO Survey Program |
| 428374 | 2007 RQ215             | 12 de setembre de 2007 | Kitt Peak            | Spacewatch             |
| 428375 | 2007 RB234             | 12 de setembre de 2007 | Catalina             | CSS                    |
| 428376 | 2007 RG252             | 13 de setembre de 2007 | Catalina             | CSS                    |
| 428377 | 2007 RG253             | 13 de setembre de 2007 | Mount Lemmon         | Mt. Lemmon Survey      |
| 428378 | 2007 RL258             | 14 de setembre de 2007 | Kitt Peak            | Spacewatch             |
| 428379 | 2007 RS261             | 14 de setembre de 2007 | Kitt Peak            | Spacewatch             |
| 428380 | 2007 RK280             | 13 de setembre de 2007 | Catalina             | CSS                    |
| 428381 | 2007 RX283             | 9 de setembre de 2007  | Kitt Peak            | Spacewatch             |
| 428382 | 2007 RE285             | 13 de setembre de 2007 | Mount Lemmon         | Mt. Lemmon Survey      |
| 428383 | 2007 RL292             | 12 de setembre de 2007 | Mount Lemmon         | Mt. Lemmon Survey      |
| 428384 | 2007 RX292             | 12 de setembre de 2007 | Mount Lemmon         | Mt. Lemmon Survey      |
| 428385 | 2007 RH294             | 13 de setembre de 2007 | Kitt Peak            | Spacewatch             |
| 428386 | 2007 RB299             | 13 de setembre de 2007 | Kitt Peak            | Spacewatch             |
| 428387 | 2007 RH300             | 14 de setembre de 2007 | Catalina             | CSS                    |
| 428388 | 2007 RR301             | 13 de setembre de 2007 | Mount Lemmon         | Mt. Lemmon Survey      |
| 428389 | 2007 RW315             | 13 de setembre de 2007 | Anderson Mesa        | LONEOS                 |
| 428390 | 2007 RM319             | 12 de setembre de 2007 | Mount Lemmon         | Mt. Lemmon Survey      |
| 428391 | 2007 RG320             | 13 de setembre de 2007 | Kitt Peak            | Spacewatch             |
| 428392 | 2007 RE321             | 13 de setembre de 2007 | Socorro              | LINEAR                 |
| 428393 | 2007 RH324             | 14 de setembre de 2007 | Mount Lemmon         | Mt. Lemmon Survey      |
| 428394 | 2007 SS8               | 18 de setembre de 2007 | Kitt Peak            | Spacewatch             |
| 428395 | 2007 SX8               | 11 de setembre de 2007 | Kitt Peak            | Spacewatch             |
| 428396 | 2007 SY10              | 21 de setembre de 2007 | Bergisch Gladbach    | Bickel, W.             |
| 428397 | 2007 SH17              | 12 de setembre de 2007 | Catalina             | CSS                    |
| 428398 | 2007 SZ22              | 21 de setembre de 2007 | Kitt Peak            | Spacewatch             |
| 428399 | 2007 SO23              | 21 de setembre de 2007 | XuYi                 | PMO NEO Survey Program |
| 428400 | 2007 TA3               | 16 de gener de 2004    | Kitt Peak            | Spacewatch             |

## 428401– 428500
| Nom    | Designació provisional | Data de descobriment   | Lloc de descobriment | Descobridor/s     |
| ------ | ---------------------- | ---------------------- | -------------------- | ----------------- |
| 428401 | 2007 TZ14              | 8 d'octubre de 2007    | 7300                 | Yeung, W. K. Y.   |
| 428402 | 2007 TQ32              | 6 d'octubre de 2007    | Kitt Peak            | Spacewatch        |
| 428403 | 2007 TL39              | 6 d'octubre de 2007    | Kitt Peak            | Spacewatch        |
| 428404 | 2007 TZ48              | 4 d'octubre de 2007    | Kitt Peak            | Spacewatch        |
| 428405 | 2007 TY52              | 4 d'octubre de 2007    | Kitt Peak            | Spacewatch        |
| 428406 | 2007 TK55              | 4 d'octubre de 2007    | Kitt Peak            | Spacewatch        |
| 428407 | 2007 TF57              | 4 d'octubre de 2007    | Kitt Peak            | Spacewatch        |
| 428408 | 2007 TT79              | 6 d'octubre de 2007    | Kitt Peak            | Spacewatch        |
| 428409 | 2007 TP91              | 4 d'octubre de 2007    | Kitt Peak            | Spacewatch        |
| 428410 | 2007 TY94              | 7 d'octubre de 2007    | Catalina             | CSS               |
| 428411 | 2007 TV96              | 8 d'octubre de 2007    | Mount Lemmon         | Mt. Lemmon Survey |
| 428412 | 2007 TX97              | 8 d'octubre de 2007    | Mount Lemmon         | Mt. Lemmon Survey |
| 428413 | 2007 TA117             | 9 d'octubre de 2007    | Anderson Mesa        | LONEOS            |
| 428414 | 2007 TS119             | 9 d'octubre de 2007    | Mount Lemmon         | Mt. Lemmon Survey |
| 428415 | 2007 TS122             | 6 d'octubre de 2007    | Kitt Peak            | Spacewatch        |
| 428416 | 2007 TV128             | 6 d'octubre de 2007    | Kitt Peak            | Spacewatch        |
| 428417 | 2007 TZ130             | 8 de setembre de 2007  | Mount Lemmon         | Mt. Lemmon Survey |
| 428418 | 2007 TR140             | 9 d'octubre de 2007    | Mount Lemmon         | Mt. Lemmon Survey |
| 428419 | 2007 TA153             | 9 d'octubre de 2007    | Socorro              | LINEAR            |
| 428420 | 2007 TE173             | 4 d'octubre de 2007    | Kitt Peak            | Spacewatch        |
| 428421 | 2007 TR177             | 6 d'octubre de 2007    | Kitt Peak            | Spacewatch        |
| 428422 | 2007 TW178             | 15 de setembre de 2007 | Kitt Peak            | Spacewatch        |
| 428423 | 2007 TE192             | 5 d'octubre de 2007    | Kitt Peak            | Spacewatch        |
| 428424 | 2007 TY196             | 8 d'octubre de 2007    | Kitt Peak            | Spacewatch        |
| 428425 | 2007 TE197             | 8 d'octubre de 2007    | Kitt Peak            | Spacewatch        |
| 428426 | 2007 TV199             | 8 d'octubre de 2007    | Kitt Peak            | Spacewatch        |
| 428427 | 2007 TD203             | 8 d'octubre de 2007    | Mount Lemmon         | Mt. Lemmon Survey |
| 428428 | 2007 TD206             | 12 de setembre de 2007 | Mount Lemmon         | Mt. Lemmon Survey |
| 428429 | 2007 TZ210             | 10 de setembre de 2007 | Catalina             | CSS               |
| 428430 | 2007 TE214             | 7 d'octubre de 2007    | Kitt Peak            | Spacewatch        |
| 428431 | 2007 TA226             | 8 d'octubre de 2007    | Kitt Peak            | Spacewatch        |
| 428432 | 2007 TN231             | 8 d'octubre de 2007    | Mount Lemmon         | Mt. Lemmon Survey |
| 428433 | 2007 TV233             | 8 d'octubre de 2007    | Kitt Peak            | Spacewatch        |
| 428434 | 2007 TL250             | 11 d'octubre de 2007   | Mount Lemmon         | Mt. Lemmon Survey |
| 428435 | 2007 TW253             | 8 d'octubre de 2007    | Mount Lemmon         | Mt. Lemmon Survey |
| 428436 | 2007 TN267             | 25 de setembre de 2007 | Mount Lemmon         | Mt. Lemmon Survey |
| 428437 | 2007 TE273             | 10 d'octubre de 2007   | Kitt Peak            | Spacewatch        |
| 428438 | 2007 TY274             | 14 de setembre de 2007 | Mount Lemmon         | Mt. Lemmon Survey |
| 428439 | 2007 TL275             | 11 d'octubre de 2007   | Catalina             | CSS               |
| 428440 | 2007 TK317             | 12 d'octubre de 2007   | Kitt Peak            | Spacewatch        |
| 428441 | 2007 TY317             | 18 de setembre de 2007 | Mount Lemmon         | Mt. Lemmon Survey |
| 428442 | 2007 TE322             | 10 d'octubre de 2007   | Lulin                | LUSS              |
| 428443 | 2007 TP325             | 11 d'octubre de 2007   | Kitt Peak            | Spacewatch        |
| 428444 | 2007 TV361             | 14 d'octubre de 2007   | Mount Lemmon         | Mt. Lemmon Survey |
| 428445 | 2007 TL377             | 5 d'octubre de 2007    | Kitt Peak            | Spacewatch        |
| 428446 | 2007 TJ381             | 14 d'octubre de 2007   | Kitt Peak            | Spacewatch        |
| 428447 | 2007 TF384             | 14 d'octubre de 2007   | Mount Lemmon         | Mt. Lemmon Survey |
| 428448 | 2007 TF387             | 13 d'octubre de 2007   | Kitt Peak            | Spacewatch        |
| 428449 | 2007 TH388             | 13 de setembre de 2007 | Kitt Peak            | Spacewatch        |
| 428450 | 2007 TM390             | 14 d'octubre de 2007   | Mount Lemmon         | Mt. Lemmon Survey |
| 428451 | 2007 TJ407             | 15 d'octubre de 2007   | Mount Lemmon         | Mt. Lemmon Survey |
| 428452 | 2007 TL421             | 11 d'octubre de 2007   | Catalina             | CSS               |
| 428453 | 2007 TY425             | 9 d'octubre de 2007    | Kitt Peak            | Spacewatch        |
| 428454 | 2007 TD426             | 9 d'octubre de 2007    | Mount Lemmon         | Mt. Lemmon Survey |
| 428455 | 2007 TY432             | 8 d'octubre de 2007    | Catalina             | CSS               |
| 428456 | 2007 TK443             | 7 d'octubre de 2007    | Catalina             | CSS               |
| 428457 | 2007 TL445             | 30 de març de 2004     | Kitt Peak            | Spacewatch        |
| 428458 | 2007 TB448             | 15 d'octubre de 2007   | Kitt Peak            | Spacewatch        |
| 428459 | 2007 TJ451             | 15 d'octubre de 2007   | Mount Lemmon         | Mt. Lemmon Survey |
| 428460 | 2007 TZ451             | 13 d'octubre de 2007   | Catalina             | CSS               |
| 428461 | 2007 US1               | 11 d'octubre de 2007   | Catalina             | CSS               |
| 428462 | 2007 UA26              | 16 d'octubre de 2007   | Kitt Peak            | Spacewatch        |
| 428463 | 2007 UA42              | 16 d'octubre de 2007   | Mount Lemmon         | Mt. Lemmon Survey |
| 428464 | 2007 UE46              | 25 de setembre de 2007 | Mount Lemmon         | Mt. Lemmon Survey |
| 428465 | 2007 UB67              | 30 d'octubre de 2007   | Kitt Peak            | Spacewatch        |
| 428466 | 2007 UY75              | 11 d'octubre de 2007   | Kitt Peak            | Spacewatch        |
| 428467 | 2007 UA76              | 15 d'octubre de 2007   | Kitt Peak            | Spacewatch        |
| 428468 | 2007 UU86              | 30 d'octubre de 2007   | Kitt Peak            | Spacewatch        |
| 428469 | 2007 UQ91              | 30 d'octubre de 2007   | Mount Lemmon         | Mt. Lemmon Survey |
| 428470 | 2007 UG96              | 30 d'octubre de 2007   | Kitt Peak            | Spacewatch        |
| 428471 | 2007 UN108             | 30 d'octubre de 2007   | Kitt Peak            | Spacewatch        |
| 428472 | 2007 UT120             | 25 de setembre de 2007 | Mount Lemmon         | Mt. Lemmon Survey |
| 428473 | 2007 VM24              | 2 de novembre de 2007  | Mount Lemmon         | Mt. Lemmon Survey |
| 428474 | 2007 VT31              | 9 d'octubre de 2007    | Kitt Peak            | Spacewatch        |
| 428475 | 2007 VC47              | 1 de novembre de 2007  | Kitt Peak            | Spacewatch        |
| 428476 | 2007 VZ52              | 1 de novembre de 2007  | Kitt Peak            | Spacewatch        |
| 428477 | 2007 VO58              | 1 de novembre de 2007  | Kitt Peak            | Spacewatch        |
| 428478 | 2007 VZ64              | 1 de novembre de 2007  | Kitt Peak            | Spacewatch        |
| 428479 | 2007 VC76              | 3 de novembre de 2007  | Kitt Peak            | Spacewatch        |
| 428480 | 2007 VE99              | 13 d'octubre de 2007   | Kitt Peak            | Spacewatch        |
| 428481 | 2007 VK100             | 2 de novembre de 2007  | Kitt Peak            | Spacewatch        |
| 428482 | 2007 VR100             | 2 de novembre de 2007  | Kitt Peak            | Spacewatch        |
| 428483 | 2007 VX121             | 9 d'octubre de 2007    | Kitt Peak            | Spacewatch        |
| 428484 | 2007 VS125             | 7 de novembre de 2007  | Bisei SG Center      | BATTeRS           |
| 428485 | 2007 VO133             | 2 de novembre de 2007  | Catalina             | CSS               |
| 428486 | 2007 VK149             | 7 de novembre de 2007  | Catalina             | CSS               |
| 428487 | 2007 VW163             | 16 d'octubre de 2007   | Mount Lemmon         | Mt. Lemmon Survey |
| 428488 | 2007 VD172             | 18 de setembre de 2007 | Kitt Peak            | Spacewatch        |
| 428489 | 2007 VC188             | 15 d'octubre de 2007   | Kitt Peak            | Spacewatch        |
| 428490 | 2007 VZ203             | 9 de novembre de 2007  | Kitt Peak            | Spacewatch        |
| 428491 | 2007 VG204             | 9 de novembre de 2007  | Kitt Peak            | Spacewatch        |
| 428492 | 2007 VP218             | 9 de novembre de 2007  | Kitt Peak            | Spacewatch        |
| 428493 | 2007 VA241             | 11 de novembre de 2007 | Catalina             | CSS               |
| 428494 | 2007 VM272             | 11 de novembre de 2007 | Catalina             | CSS               |
| 428495 | 2007 VW273             | 12 de novembre de 2007 | Mount Lemmon         | Mt. Lemmon Survey |
| 428496 | 2007 VF319             | 3 de novembre de 2007  | Kitt Peak            | Spacewatch        |
| 428497 | 2007 VD325             | 1 de novembre de 2007  | Kitt Peak            | Spacewatch        |
| 428498 | 2007 VO330             | 3 de novembre de 2007  | Kitt Peak            | Spacewatch        |
| 428499 | 2007 WZ3               | 17 de novembre de 2007 | Vicques              | Ory, M.           |
| 428500 | 2007 WZ12              | 18 de novembre de 2007 | Mount Lemmon         | Mt. Lemmon Survey |

## 428501– 428600
| Nom    | Designació provisional | Data de descobriment   | Lloc de descobriment | Descobridor/s     |
| ------ | ---------------------- | ---------------------- | -------------------- | ----------------- |
| 428501 | 2007 WP24              | 18 de novembre de 2007 | Mount Lemmon         | Mt. Lemmon Survey |
| 428502 | 2007 WN31              | 19 de novembre de 2007 | Mount Lemmon         | Mt. Lemmon Survey |
| 428503 | 2007 WQ34              | 19 d'octubre de 1995   | Kitt Peak            | Spacewatch        |
| 428504 | 2007 XS22              | 10 de desembre de 2007 | Socorro              | LINEAR            |
| 428505 | 2007 XW24              | 12 de novembre de 2007 | Socorro              | LINEAR            |
| 428506 | 2007 XU52              | 5 de desembre de 2007  | Mount Lemmon         | Mt. Lemmon Survey |
| 428507 | 2007 XQ56              | 3 de desembre de 2007  | Socorro              | LINEAR            |
| 428508 | 2007 YE15              | 16 de desembre de 2007 | Kitt Peak            | Spacewatch        |
| 428509 | 2007 YP18              | 4 de desembre de 2007  | Kitt Peak            | Spacewatch        |
| 428510 | 2007 YH21              | 16 de desembre de 2007 | Kitt Peak            | Spacewatch        |
| 428511 | 2007 YK21              | 16 de desembre de 2007 | Kitt Peak            | Spacewatch        |
| 428512 | 2007 YN41              | 30 de desembre de 2007 | Kitt Peak            | Spacewatch        |
| 428513 | 2007 YL51              | 6 de desembre de 2007  | Kitt Peak            | Spacewatch        |
| 428514 | 2007 YO62              | 30 de desembre de 2007 | Mount Lemmon         | Mt. Lemmon Survey |
| 428515 | 2007 YT63              | 31 de desembre de 2007 | Kitt Peak            | Spacewatch        |
| 428516 | 2007 YV64              | 11 de novembre de 2007 | Mount Lemmon         | Mt. Lemmon Survey |
| 428517 | 2007 YW69              | 31 de desembre de 2007 | Kitt Peak            | Spacewatch        |
| 428518 | 2008 AR7               | 10 de gener de 2008    | Kitt Peak            | Spacewatch        |
| 428519 | 2008 AQ8               | 10 de gener de 2008    | Kitt Peak            | Spacewatch        |
| 428520 | 2008 AS21              | 10 de gener de 2008    | Mount Lemmon         | Mt. Lemmon Survey |
| 428521 | 2008 AA27              | 10 de gener de 2008    | Kitt Peak            | Spacewatch        |
| 428522 | 2008 AQ38              | 10 de gener de 2008    | Mount Lemmon         | Mt. Lemmon Survey |
| 428523 | 2008 AO43              | 10 de gener de 2008    | Kitt Peak            | Spacewatch        |
| 428524 | 2008 AG74              | 10 de gener de 2008    | Kitt Peak            | Spacewatch        |
| 428525 | 2008 AD77              | 12 de gener de 2008    | Kitt Peak            | Spacewatch        |
| 428526 | 2008 AD80              | 12 de gener de 2008    | Kitt Peak            | Spacewatch        |
| 428527 | 2008 AW82              | 15 de gener de 2008    | Mount Lemmon         | Mt. Lemmon Survey |
| 428528 | 2008 AJ89              | 13 de gener de 2008    | Kitt Peak            | Spacewatch        |
| 428529 | 2008 AO93              | 31 de desembre de 2007 | Kitt Peak            | Spacewatch        |
| 428530 | 2008 AB98              | 31 de desembre de 2007 | Mount Lemmon         | Mt. Lemmon Survey |
| 428531 | 2008 AE103             | 12 de novembre de 2007 | Mount Lemmon         | Mt. Lemmon Survey |
| 428532 | 2008 AX109             | 15 de gener de 2008    | Kitt Peak            | Spacewatch        |
| 428533 | 2008 AF111             | 30 de desembre de 2007 | Mount Lemmon         | Mt. Lemmon Survey |
| 428534 | 2008 AK127             | 10 de gener de 2008    | Mount Lemmon         | Mt. Lemmon Survey |
| 428535 | 2008 BW3               | 14 de desembre de 2007 | Mount Lemmon         | Mt. Lemmon Survey |
| 428536 | 2008 BK16              | 30 de desembre de 2007 | Kitt Peak            | Spacewatch        |
| 428537 | 2008 BY20              | 30 de gener de 2008    | Mount Lemmon         | Mt. Lemmon Survey |
| 428538 | 2008 BF32              | 30 de gener de 2008    | Mount Lemmon         | Mt. Lemmon Survey |
| 428539 | 2008 BF49              | 20 de gener de 2008    | Mount Lemmon         | Mt. Lemmon Survey |
| 428540 | 2008 CN7               | 19 de novembre de 2007 | Mount Lemmon         | Mt. Lemmon Survey |
| 428541 | 2008 CT16              | 30 de gener de 2008    | Kitt Peak            | Spacewatch        |
| 428542 | 2008 CW16              | 3 de febrer de 2008    | Kitt Peak            | Spacewatch        |
| 428543 | 2008 CC19              | 3 de febrer de 2008    | Kitt Peak            | Spacewatch        |
| 428544 | 2008 CM24              | 20 de gener de 2008    | Mount Lemmon         | Mt. Lemmon Survey |
| 428545 | 2008 CL36              | 2 de febrer de 2008    | Kitt Peak            | Spacewatch        |
| 428546 | 2008 CG37              | 2 de febrer de 2008    | Kitt Peak            | Spacewatch        |
| 428547 | 2008 CF41              | 31 de desembre de 2007 | Mount Lemmon         | Mt. Lemmon Survey |
| 428548 | 2008 CY43              | 2 de febrer de 2008    | Kitt Peak            | Spacewatch        |
| 428549 | 2008 CA60              | 7 de febrer de 2008    | Kitt Peak            | Spacewatch        |
| 428550 | 2008 CP64              | 20 de desembre de 2007 | Mount Lemmon         | Mt. Lemmon Survey |
| 428551 | 2008 CQ64              | 8 de febrer de 2008    | Mount Lemmon         | Mt. Lemmon Survey |
| 428552 | 2008 CV66              | 8 de febrer de 2008    | Mount Lemmon         | Mt. Lemmon Survey |
| 428553 | 2008 CF73              | 16 de gener de 2008    | Mount Lemmon         | Mt. Lemmon Survey |
| 428554 | 2008 CM73              | 6 de febrer de 2008    | Catalina             | CSS               |
| 428555 | 2008 CR74              | 18 de gener de 2008    | Mount Lemmon         | Mt. Lemmon Survey |
| 428556 | 2008 CE75              | 10 de febrer de 2008   | Marly                | Kocher, P.        |
| 428557 | 2008 CS109             | 9 de febrer de 2008    | Kitt Peak            | Spacewatch        |
| 428558 | 2008 CJ115             | 13 de gener de 2008    | Kitt Peak            | Spacewatch        |
| 428559 | 2008 CP115             | 13 de gener de 2008    | Kitt Peak            | Spacewatch        |
| 428560 | 2008 CQ128             | 8 de febrer de 2008    | Kitt Peak            | Spacewatch        |
| 428561 | 2008 CJ132             | 30 de gener de 2008    | Mount Lemmon         | Mt. Lemmon Survey |
| 428562 | 2008 CB143             | 8 de febrer de 2008    | Kitt Peak            | Spacewatch        |
| 428563 | 2008 CE145             | 9 de febrer de 2008    | Kitt Peak            | Spacewatch        |
| 428564 | 2008 CJ152             | 2 de febrer de 2008    | Kitt Peak            | Spacewatch        |
| 428565 | 2008 CT153             | 9 de febrer de 2008    | Kitt Peak            | Spacewatch        |
| 428566 | 2008 CP156             | 9 de febrer de 2008    | Kitt Peak            | Spacewatch        |
| 428567 | 2008 CP158             | 2 de febrer de 2008    | Kitt Peak            | Spacewatch        |
| 428568 | 2008 CQ165             | 10 de febrer de 2008   | Socorro              | LINEAR            |
| 428569 | 2008 CA166             | 10 de febrer de 2008   | Mount Lemmon         | Mt. Lemmon Survey |
| 428570 | 2008 CG197             | 8 de febrer de 2008    | Kitt Peak            | Spacewatch        |
| 428571 | 2008 DF6               | 24 de febrer de 2008   | Kitt Peak            | Spacewatch        |
| 428572 | 2008 DZ11              | 11 de gener de 2008    | Kitt Peak            | Spacewatch        |
| 428573 | 2008 DE20              | 28 de febrer de 2008   | Mount Lemmon         | Mt. Lemmon Survey |
| 428574 | 2008 DE23              | 31 de gener de 2008    | Catalina             | CSS               |
| 428575 | 2008 DU23              | 26 de febrer de 2008   | Mount Lemmon         | Mt. Lemmon Survey |
| 428576 | 2008 DM24              | 28 de febrer de 2008   | Mount Lemmon         | Mt. Lemmon Survey |
| 428577 | 2008 DA30              | 26 de febrer de 2008   | Mount Lemmon         | Mt. Lemmon Survey |
| 428578 | 2008 DW86              | 8 de febrer de 2008    | Kitt Peak            | Spacewatch        |
| 428579 | 2008 DE87              | 27 de febrer de 2008   | Mount Lemmon         | Mt. Lemmon Survey |
| 428580 | 2008 DG87              | 28 de febrer de 2008   | Mount Lemmon         | Mt. Lemmon Survey |
| 428581 | 2008 DD88              | 18 de febrer de 2008   | Mount Lemmon         | Mt. Lemmon Survey |
| 428582 | 2008 EH9               | 9 de març de 2008      | Catalina             | CSS               |
| 428583 | 2008 EE10              | 1 de març de 2008      | Kitt Peak            | Spacewatch        |
| 428584 | 2008 EP12              | 1 de març de 2008      | Kitt Peak            | Spacewatch        |
| 428585 | 2008 ED17              | 1 de març de 2008      | Kitt Peak            | Spacewatch        |
| 428586 | 2008 ET20              | 2 de març de 2008      | Kitt Peak            | Spacewatch        |
| 428587 | 2008 EA26              | 30 de gener de 2008    | Mount Lemmon         | Mt. Lemmon Survey |
| 428588 | 2008 EZ30              | 12 de febrer de 2008   | Mount Lemmon         | Mt. Lemmon Survey |
| 428589 | 2008 EP40              | 4 de març de 2008      | Kitt Peak            | Spacewatch        |
| 428590 | 2008 EZ48              | 6 de març de 2008      | Kitt Peak            | Spacewatch        |
| 428591 | 2008 EO52              | 6 de març de 2008      | Kitt Peak            | Spacewatch        |
| 428592 | 2008 EY52              | 6 de març de 2008      | Mount Lemmon         | Mt. Lemmon Survey |
| 428593 | 2008 EE54              | 6 de març de 2008      | Mount Lemmon         | Mt. Lemmon Survey |
| 428594 | 2008 EY56              | 7 de març de 2008      | Catalina             | CSS               |
| 428595 | 2008 EG57              | 7 de març de 2008      | Catalina             | CSS               |
| 428596 | 2008 EN59              | 8 de març de 2008      | Mount Lemmon         | Mt. Lemmon Survey |
| 428597 | 2008 EX70              | 7 de febrer de 2008    | Kitt Peak            | Spacewatch        |
| 428598 | 2008 EF73              | 7 de març de 2008      | Kitt Peak            | Spacewatch        |
| 428599 | 2008 EE74              | 28 de febrer de 2008   | Kitt Peak            | Spacewatch        |
| 428600 | 2008 EK77              | 7 de març de 2008      | Kitt Peak            | Spacewatch        |

## 428601– 428700
| Nom    | Designació provisional | Data de descobriment   | Lloc de descobriment | Descobridor/s           |
| ------ | ---------------------- | ---------------------- | -------------------- | ----------------------- |
| 428601 | 2008 ET92              | 7 de novembre de 2007  | Mount Lemmon         | Mt. Lemmon Survey       |
| 428602 | 2008 EP94              | 5 de març de 2008      | Mount Lemmon         | Mt. Lemmon Survey       |
| 428603 | 2008 ED123             | 9 de març de 2008      | Kitt Peak            | Spacewatch              |
| 428604 | 2008 ED124             | 10 de febrer de 2008   | Mount Lemmon         | Mt. Lemmon Survey       |
| 428605 | 2008 EX128             | 11 de març de 2008     | Kitt Peak            | Spacewatch              |
| 428606 | 2008 EV137             | 11 de març de 2008     | Kitt Peak            | Spacewatch              |
| 428607 | 2008 EN143             | 14 de març de 2008     | Catalina             | CSS                     |
| 428608 | 2008 EK148             | 10 de febrer de 2008   | Mount Lemmon         | Mt. Lemmon Survey       |
| 428609 | 2008 EY148             | 2 de març de 2008      | Kitt Peak            | Spacewatch              |
| 428610 | 2008 EV149             | 5 de març de 2008      | Kitt Peak            | Spacewatch              |
| 428611 | 2008 EW149             | 5 de març de 2008      | Kitt Peak            | Spacewatch              |
| 428612 | 2008 ER150             | 3 de març de 2008      | Kitt Peak            | Spacewatch              |
| 428613 | 2008 EK160             | 4 de març de 2008      | Kitt Peak            | Spacewatch              |
| 428614 | 2008 EX162             | 15 de març de 2008     | Kitt Peak            | Spacewatch              |
| 428615 | 2008 FL4               | 25 de març de 2008     | Kitt Peak            | Spacewatch              |
| 428616 | 2008 FN5               | 28 de març de 2008     | Grove Creek          | Tozzi, F.               |
| 428617 | 2008 FQ10              | 26 de març de 2008     | Kitt Peak            | Spacewatch              |
| 428618 | 2008 FA15              | 26 de març de 2008     | Kitt Peak            | Spacewatch              |
| 428619 | 2008 FC33              | 28 de març de 2008     | Mount Lemmon         | Mt. Lemmon Survey       |
| 428620 | 2008 FD38              | 28 de març de 2008     | Kitt Peak            | Spacewatch              |
| 428621 | 2008 FL46              | 28 de març de 2008     | Mount Lemmon         | Mt. Lemmon Survey       |
| 428622 | 2008 FS48              | 5 de març de 2008      | Kitt Peak            | Spacewatch              |
| 428623 | 2008 FC50              | 28 de març de 2008     | Kitt Peak            | Spacewatch              |
| 428624 | 2008 FA51              | 28 de març de 2008     | Mount Lemmon         | Mt. Lemmon Survey       |
| 428625 | 2008 FO55              | 28 de març de 2008     | Mount Lemmon         | Mt. Lemmon Survey       |
| 428626 | 2008 FH59              | 29 de març de 2008     | Catalina             | CSS                     |
| 428627 | 2008 FO62              | 27 de març de 2008     | Kitt Peak            | Spacewatch              |
| 428628 | 2008 FG63              | 16 de novembre de 1995 | Kitt Peak            | Spacewatch              |
| 428629 | 2008 FD68              | 28 de març de 2008     | Kitt Peak            | Spacewatch              |
| 428630 | 2008 FZ68              | 28 de març de 2008     | Kitt Peak            | Spacewatch              |
| 428631 | 2008 FB79              | 27 de març de 2008     | Mount Lemmon         | Mt. Lemmon Survey       |
| 428632 | 2008 FH81              | 11 de març de 2008     | Kitt Peak            | Spacewatch              |
| 428633 | 2008 FQ87              | 28 de març de 2008     | Mount Lemmon         | Mt. Lemmon Survey       |
| 428634 | 2008 FZ90              | 29 de març de 2008     | Mount Lemmon         | Mt. Lemmon Survey       |
| 428635 | 2008 FT99              | 13 de desembre de 2006 | Kitt Peak            | Spacewatch              |
| 428636 | 2008 FN113             | 31 de març de 2008     | Kitt Peak            | Spacewatch              |
| 428637 | 2008 FB121             | 31 de març de 2008     | Mount Lemmon         | Mt. Lemmon Survey       |
| 428638 | 2008 FU127             | 27 de març de 2008     | Kitt Peak            | Spacewatch              |
| 428639 | 2008 FN128             | 28 de març de 2008     | Mount Lemmon         | Mt. Lemmon Survey       |
| 428640 | 2008 FG129             | 29 de març de 2008     | Kitt Peak            | Spacewatch              |
| 428641 | 2008 FC135             | 31 de març de 2008     | Kitt Peak            | Spacewatch              |
| 428642 | 2008 GJ3               | 13 de març de 2008     | Catalina             | CSS                     |
| 428643 | 2008 GL4               | 1 d'abril de 2008      | Kitt Peak            | Spacewatch              |
| 428644 | 2008 GW5               | 10 de març de 2008     | Mount Lemmon         | Mt. Lemmon Survey       |
| 428645 | 2008 GD7               | 1 d'abril de 2008      | Kitt Peak            | Spacewatch              |
| 428646 | 2008 GR9               | 1 d'abril de 2008      | Kitt Peak            | Spacewatch              |
| 428647 | 2008 GH10              | 1 d'abril de 2008      | Kitt Peak            | Spacewatch              |
| 428648 | 2008 GJ23              | 12 de març de 2008     | Kitt Peak            | Spacewatch              |
| 428649 | 2008 GR30              | 3 d'abril de 2008      | Mount Lemmon         | Mt. Lemmon Survey       |
| 428650 | 2008 GW35              | 3 d'abril de 2008      | Mount Lemmon         | Mt. Lemmon Survey       |
| 428651 | 2008 GK43              | 4 d'abril de 2008      | Mount Lemmon         | Mt. Lemmon Survey       |
| 428652 | 2008 GW46              | 4 d'abril de 2008      | Kitt Peak            | Spacewatch              |
| 428653 | 2008 GO50              | 5 d'abril de 2008      | Mount Lemmon         | Mt. Lemmon Survey       |
| 428654 | 2008 GE53              | 5 d'abril de 2008      | Mount Lemmon         | Mt. Lemmon Survey       |
| 428655 | 2008 GR55              | 5 d'abril de 2008      | Mount Lemmon         | Mt. Lemmon Survey       |
| 428656 | 2008 GD72              | 7 d'abril de 2008      | Mount Lemmon         | Mt. Lemmon Survey       |
| 428657 | 2008 GB78              | 7 d'abril de 2008      | Kitt Peak            | Spacewatch              |
| 428658 | 2008 GJ82              | 28 de març de 2008     | Kitt Peak            | Spacewatch              |
| 428659 | 2008 GM83              | 8 d'abril de 2008      | Kitt Peak            | Spacewatch              |
| 428660 | 2008 GP91              | 6 d'abril de 2008      | Mount Lemmon         | Mt. Lemmon Survey       |
| 428661 | 2008 GJ92              | 6 d'abril de 2008      | Mount Lemmon         | Mt. Lemmon Survey       |
| 428662 | 2008 GF96              | 28 de març de 2008     | Kitt Peak            | Spacewatch              |
| 428663 | 2008 GU99              | 9 d'abril de 2008      | Kitt Peak            | Spacewatch              |
| 428664 | 2008 GV99              | 9 d'abril de 2008      | Kitt Peak            | Spacewatch              |
| 428665 | 2008 GS107             | 10 de març de 2008     | Mount Lemmon         | Mt. Lemmon Survey       |
| 428666 | 2008 GZ113             | 9 d'abril de 2008      | Kitt Peak            | Spacewatch              |
| 428667 | 2008 GN115             | 10 de març de 2008     | Kitt Peak            | Spacewatch              |
| 428668 | 2008 GA121             | 13 d'abril de 2008     | Kitt Peak            | Spacewatch              |
| 428669 | 2008 GA123             | 31 d'octubre de 2006   | Mount Lemmon         | Mt. Lemmon Survey       |
| 428670 | 2008 GE145             | 5 d'abril de 2008      | Catalina             | CSS                     |
| 428671 | 2008 GM146             | 15 d'abril de 2008     | Mount Lemmon         | Mt. Lemmon Survey       |
| 428672 | 2008 HV8               | 24 d'abril de 2008     | Kitt Peak            | Spacewatch              |
| 428673 | 2008 HE10              | 30 de gener de 2004    | Kitt Peak            | Spacewatch              |
| 428674 | 2008 HB11              | 24 d'abril de 2008     | Kitt Peak            | Spacewatch              |
| 428675 | 2008 HL11              | 24 d'abril de 2008     | Kitt Peak            | Spacewatch              |
| 428676 | 2008 HM12              | 24 d'abril de 2008     | Kitt Peak            | Spacewatch              |
| 428677 | 2008 HV15              | 3 d'abril de 2008      | Mount Lemmon         | Mt. Lemmon Survey       |
| 428678 | 2008 HV54              | 29 d'abril de 2008     | Kitt Peak            | Spacewatch              |
| 428679 | 2008 HQ55              | 29 d'abril de 2008     | Kitt Peak            | Spacewatch              |
| 428680 | 2008 HR70              | 30 d'abril de 2008     | Socorro              | LINEAR                  |
| 428681 | 2008 JA8               | 5 de maig de 2008      | Siding Spring        | Siding Spring Survey    |
| 428682 | 2008 JV29              | 11 de maig de 2008     | Kitt Peak            | Spacewatch              |
| 428683 | 2008 KQ20              | 13 de maig de 2008     | Mount Lemmon         | Mt. Lemmon Survey       |
| 428684 | 2008 KP33              | 5 de maig de 2008      | Kitt Peak            | Spacewatch              |
| 428685 | 2008 KZ36              | 3 de maig de 2008      | Mount Lemmon         | Mt. Lemmon Survey       |
| 428686 | 2008 KT38              | 30 de maig de 2008     | Kitt Peak            | Spacewatch              |
| 428687 | 2008 KC41              | 15 d'abril de 2008     | Mount Lemmon         | Mt. Lemmon Survey       |
| 428688 | 2008 LR9               | 8 de maig de 2008      | Mount Lemmon         | Mt. Lemmon Survey       |
| 428689 | 2008 LE15              | 31 de maig de 2008     | Mount Lemmon         | Mt. Lemmon Survey       |
| 428690 | 2008 LH17              | 10 de juny de 2008     | Kitt Peak            | Spacewatch              |
| 428691 | 2008 MD5               | 29 de juny de 2008     | Siding Spring        | Siding Spring Survey    |
| 428692 | 2008 NN3               | 30 de maig de 2008     | Mount Lemmon         | Mt. Lemmon Survey       |
| 428693 | 2008 OZ4               | 28 de juliol de 2008   | Mount Lemmon         | Mt. Lemmon Survey       |
| 428694 | 2008 OS9               | 29 de juliol de 2008   | Baldone              | Cernis, K., Eglitis, I. |
| 428695 | 2008 ON18              | 28 de juliol de 2008   | Siding Spring        | Siding Spring Survey    |
| 428696 | 2008 PM6               | 2 d'agost de 2008      | Eygalayes            | Sogorb, P.              |
| 428697 | 2008 PE19              | 7 d'agost de 2008      | Kitt Peak            | Spacewatch              |
| 428698 | 2008 QG1               | 23 d'agost de 2008     | La Sagra             | OAM                     |
| 428699 | 2008 QG2               | 23 d'agost de 2008     | Socorro              | LINEAR                  |
| 428700 | 2008 QM19              | 3 d'agost de 2008      | Siding Spring        | Siding Spring Survey    |

## 428701– 428800
| Nom    | Designació provisional | Data de descobriment   | Lloc de descobriment | Descobridor/s             |
| ------ | ---------------------- | ---------------------- | -------------------- | ------------------------- |
| 428701 | 2008 QU24              | 30 d'agost de 2008     | La Sagra             | OAM                       |
| 428702 | 2008 QL38              | 23 d'agost de 2008     | Siding Spring        | Siding Spring Survey      |
| 428703 | 2008 QY38              | 24 d'agost de 2008     | Kitt Peak            | Spacewatch                |
| 428704 | 2008 QT42              | 24 d'agost de 2008     | Kitt Peak            | Spacewatch                |
| 428705 | 2008 QT44              | 23 d'agost de 2008     | Socorro              | LINEAR                    |
| 428706 | 2008 QP45              | 31 de gener de 2006    | Catalina             | CSS                       |
| 428707 | 2008 QZ45              | 26 d'agost de 2008     | Črni Vrh             | Crni Vrh                  |
| 428708 | 2008 RR2               | 2 de setembre de 2008  | Kitt Peak            | Spacewatch                |
| 428709 | 2008 RO21              | 4 de setembre de 2008  | Kitt Peak            | Spacewatch                |
| 428710 | 2008 RN24              | 5 de setembre de 2008  | Socorro              | LINEAR                    |
| 428711 | 2008 RR25              | 5 de setembre de 2008  | Needville            | Dellinger, J., Sexton, C. |
| 428712 | 2008 RB26              | 7 de setembre de 2008  | Dauban               | Kugel, F.                 |
| 428713 | 2008 RT32              | 2 de setembre de 2008  | Kitt Peak            | Spacewatch                |
| 428714 | 2008 RE34              | 2 de setembre de 2008  | Kitt Peak            | Spacewatch                |
| 428715 | 2008 RG38              | 2 de setembre de 2008  | Kitt Peak            | Spacewatch                |
| 428716 | 2008 RN40              | 2 de setembre de 2008  | Kitt Peak            | Spacewatch                |
| 428717 | 2008 RO40              | 2 de setembre de 2008  | Kitt Peak            | Spacewatch                |
| 428718 | 2008 RR41              | 2 de setembre de 2008  | Kitt Peak            | Spacewatch                |
| 428719 | 2008 RH43              | 2 de setembre de 2008  | Kitt Peak            | Spacewatch                |
| 428720 | 2008 RY48              | 3 de setembre de 2008  | Kitt Peak            | Spacewatch                |
| 428721 | 2008 RP53              | 11 d'octubre de 2004   | Kitt Peak            | Spacewatch                |
| 428722 | 2008 RQ57              | 3 de setembre de 2008  | Kitt Peak            | Spacewatch                |
| 428723 | 2008 RK59              | 3 de setembre de 2008  | Kitt Peak            | Spacewatch                |
| 428724 | 2008 RQ64              | 4 de setembre de 2008  | Kitt Peak            | Spacewatch                |
| 428725 | 2008 RC68              | 4 de setembre de 2008  | Kitt Peak            | Spacewatch                |
| 428726 | 2008 RF70              | 5 de setembre de 2008  | Kitt Peak            | Spacewatch                |
| 428727 | 2008 RJ74              | 6 de setembre de 2008  | Catalina             | CSS                       |
| 428728 | 2008 RB82              | 4 de setembre de 2008  | Kitt Peak            | Spacewatch                |
| 428729 | 2008 RG85              | 4 de setembre de 2008  | Kitt Peak            | Spacewatch                |
| 428730 | 2008 RF87              | 5 de setembre de 2008  | Kitt Peak            | Spacewatch                |
| 428731 | 2008 RN87              | 5 de setembre de 2008  | Kitt Peak            | Spacewatch                |
| 428732 | 2008 RG99              | 2 de setembre de 2008  | Kitt Peak            | Spacewatch                |
| 428733 | 2008 RV104             | 6 de setembre de 2008  | Catalina             | CSS                       |
| 428734 | 2008 RW105             | 6 de setembre de 2008  | Mount Lemmon         | Mt. Lemmon Survey         |
| 428735 | 2008 RX107             | 9 de setembre de 2008  | Catalina             | CSS                       |
| 428736 | 2008 RS109             | 2 de setembre de 2008  | Kitt Peak            | Spacewatch                |
| 428737 | 2008 RY110             | 3 de setembre de 2008  | Kitt Peak            | Spacewatch                |
| 428738 | 2008 RG112             | 4 de setembre de 2008  | Kitt Peak            | Spacewatch                |
| 428739 | 2008 RH126             | 2 de setembre de 2008  | Kitt Peak            | Spacewatch                |
| 428740 | 2008 RT129             | 7 de setembre de 2008  | Mount Lemmon         | Mt. Lemmon Survey         |
| 428741 | 2008 RO131             | 3 de setembre de 2008  | Kitt Peak            | Spacewatch                |
| 428742 | 2008 RC138             | 5 de setembre de 2008  | Kitt Peak            | Spacewatch                |
| 428743 | 2008 RR145             | 6 de setembre de 2008  | Kitt Peak            | Spacewatch                |
| 428744 | 2008 SL1               | 22 de setembre de 2008 | Sierra Stars         | Tozzi, F.                 |
| 428745 | 2008 SL3               | 22 de setembre de 2008 | Socorro              | LINEAR                    |
| 428746 | 2008 SQ4               | 22 de setembre de 2008 | Socorro              | LINEAR                    |
| 428747 | 2008 SW5               | 22 de setembre de 2008 | Socorro              | LINEAR                    |
| 428748 | 2008 SX15              | 19 de setembre de 2008 | Kitt Peak            | Spacewatch                |
| 428749 | 2008 SD19              | 19 de setembre de 2008 | Kitt Peak            | Spacewatch                |
| 428750 | 2008 SR23              | 6 de setembre de 2008  | Mount Lemmon         | Mt. Lemmon Survey         |
| 428751 | 2008 SH42              | 20 de setembre de 2008 | Kitt Peak            | Spacewatch                |
| 428752 | 2008 SG46              | 20 de setembre de 2008 | Kitt Peak            | Spacewatch                |
| 428753 | 2008 SO58              | 20 de setembre de 2008 | Kitt Peak            | Spacewatch                |
| 428754 | 2008 SX58              | 20 de setembre de 2008 | Kitt Peak            | Spacewatch                |
| 428755 | 2008 SH72              | 22 de setembre de 2008 | Kitt Peak            | Spacewatch                |
| 428756 | 2008 SF73              | 22 de setembre de 2008 | Catalina             | CSS                       |
| 428757 | 2008 SC92              | 21 de setembre de 2008 | Kitt Peak            | Spacewatch                |
| 428758 | 2008 SP96              | 21 de setembre de 2008 | Kitt Peak            | Spacewatch                |
| 428759 | 2008 SY101             | 21 de setembre de 2008 | Mount Lemmon         | Mt. Lemmon Survey         |
| 428760 | 2008 SN108             | 7 de setembre de 2008  | Mount Lemmon         | Mt. Lemmon Survey         |
| 428761 | 2008 SN121             | 22 de setembre de 2008 | Mount Lemmon         | Mt. Lemmon Survey         |
| 428762 | 2008 SW121             | 22 de setembre de 2008 | Mount Lemmon         | Mt. Lemmon Survey         |
| 428763 | 2008 SA134             | 29 de juliol de 2008   | Kitt Peak            | Spacewatch                |
| 428764 | 2008 SQ146             | 23 de setembre de 2008 | Kitt Peak            | Spacewatch                |
| 428765 | 2008 SY152             | 22 de setembre de 2008 | Socorro              | LINEAR                    |
| 428766 | 2008 SE155             | 23 de setembre de 2008 | Socorro              | LINEAR                    |
| 428767 | 2008 SO167             | 26 de setembre de 2008 | Kitt Peak            | Spacewatch                |
| 428768 | 2008 SP167             | 28 de setembre de 2008 | Socorro              | LINEAR                    |
| 428769 | 2008 ST173             | 22 de setembre de 2008 | Catalina             | CSS                       |
| 428770 | 2008 SQ181             | 24 de setembre de 2008 | Kitt Peak            | Spacewatch                |
| 428771 | 2008 SE194             | 25 de setembre de 2008 | Kitt Peak            | Spacewatch                |
| 428772 | 2008 SE195             | 25 de setembre de 2008 | Kitt Peak            | Spacewatch                |
| 428773 | 2008 SF200             | 26 de setembre de 2008 | Kitt Peak            | Spacewatch                |
| 428774 | 2008 SF204             | 26 de setembre de 2008 | Kitt Peak            | Spacewatch                |
| 428775 | 2008 SW206             | 26 de setembre de 2008 | Kitt Peak            | Spacewatch                |
| 428776 | 2008 ST217             | 29 de setembre de 2008 | Mount Lemmon         | Mt. Lemmon Survey         |
| 428777 | 2008 SW217             | 23 de setembre de 2008 | Kitt Peak            | Spacewatch                |
| 428778 | 2008 SB220             | 2 de setembre de 2008  | Kitt Peak            | Spacewatch                |
| 428779 | 2008 SP226             | 27 de setembre de 2008 | Mount Lemmon         | Mt. Lemmon Survey         |
| 428780 | 2008 SA232             | 28 de setembre de 2008 | Mount Lemmon         | Mt. Lemmon Survey         |
| 428781 | 2008 SO241             | 29 de setembre de 2008 | Catalina             | CSS                       |
| 428782 | 2008 SN256             | 20 de setembre de 2008 | Mount Lemmon         | Mt. Lemmon Survey         |
| 428783 | 2008 SN258             | 22 de setembre de 2008 | Mount Lemmon         | Mt. Lemmon Survey         |
| 428784 | 2008 SC275             | 22 de setembre de 2008 | Kitt Peak            | Spacewatch                |
| 428785 | 2008 SX275             | 23 de setembre de 2008 | Mount Lemmon         | Mt. Lemmon Survey         |
| 428786 | 2008 SV278             | 25 de setembre de 2008 | Kitt Peak            | Spacewatch                |
| 428787 | 2008 SC280             | 26 de setembre de 2008 | Kitt Peak            | Spacewatch                |
| 428788 | 2008 SU280             | 29 de setembre de 2008 | Mount Lemmon         | Mt. Lemmon Survey         |
| 428789 | 2008 SE286             | 22 de setembre de 2008 | Kitt Peak            | Spacewatch                |
| 428790 | 2008 SN286             | 22 de setembre de 2008 | Kitt Peak            | Spacewatch                |
| 428791 | 2008 SS287             | 23 de setembre de 2008 | Mount Lemmon         | Mt. Lemmon Survey         |
| 428792 | 2008 SG292             | 25 de gener de 2007    | Catalina             | CSS                       |
| 428793 | 2008 SB293             | 22 de setembre de 2008 | Socorro              | LINEAR                    |
| 428794 | 2008 SD293             | 22 de setembre de 2008 | Catalina             | CSS                       |
| 428795 | 2008 SK293             | 9 de setembre de 2008  | Kitt Peak            | Spacewatch                |
| 428796 | 2008 SE295             | 23 de setembre de 2008 | Catalina             | CSS                       |
| 428797 | 2008 SB296             | 28 de setembre de 2008 | Catalina             | CSS                       |
| 428798 | 2008 SH303             | 24 de setembre de 2008 | Kitt Peak            | Spacewatch                |
| 428799 | 2008 ST305             | 28 de setembre de 2008 | Socorro              | LINEAR                    |
| 428800 | 2008 TM2               | 4 d'octubre de 2008    | La Sagra             | OAM                       |

## 428801– 428900
| Nom    | Designació provisional | Data de descobriment   | Lloc de descobriment | Descobridor/s     |
| ------ | ---------------------- | ---------------------- | -------------------- | ----------------- |
| 428801 | 2008 TN5               | 6 de setembre de 2008  | Mount Lemmon         | Mt. Lemmon Survey |
| 428802 | 2008 TB9               | 7 de setembre de 2008  | Mount Lemmon         | Mt. Lemmon Survey |
| 428803 | 2008 TH9               | 7 d'octubre de 2008    | Kachina              | Hobart, J.        |
| 428804 | 2008 TV9               | 7 d'octubre de 2008    | Great Shefford       | Birtwhistle, P.   |
| 428805 | 2008 TC23              | 2 d'octubre de 2008    | Mount Lemmon         | Mt. Lemmon Survey |
| 428806 | 2008 TC26              | 9 d'octubre de 2008    | Great Shefford       | Birtwhistle, P.   |
| 428807 | 2008 TH33              | 22 de setembre de 2008 | Kitt Peak            | Spacewatch        |
| 428808 | 2008 TA36              | 21 de setembre de 2008 | Kitt Peak            | Spacewatch        |
| 428809 | 2008 TF36              | 1 d'octubre de 2008    | Mount Lemmon         | Mt. Lemmon Survey |
| 428810 | 2008 TK36              | 1 d'octubre de 2008    | Mount Lemmon         | Mt. Lemmon Survey |
| 428811 | 2008 TE37              | 4 de setembre de 2008  | Kitt Peak            | Spacewatch        |
| 428812 | 2008 TJ50              | 20 de setembre de 2008 | Mount Lemmon         | Mt. Lemmon Survey |
| 428813 | 2008 TG57              | 24 de setembre de 2008 | Kitt Peak            | Spacewatch        |
| 428814 | 2008 TR62              | 26 de setembre de 2008 | Kitt Peak            | Spacewatch        |
| 428815 | 2008 TP65              | 2 d'octubre de 2008    | Catalina             | CSS               |
| 428816 | 2008 TX68              | 2 d'octubre de 2008    | Kitt Peak            | Spacewatch        |
| 428817 | 2008 TG73              | 2 d'octubre de 2008    | Kitt Peak            | Spacewatch        |
| 428818 | 2008 TT78              | 2 de setembre de 2008  | Kitt Peak            | Spacewatch        |
| 428819 | 2008 TV80              | 2 d'octubre de 2008    | Mount Lemmon         | Mt. Lemmon Survey |
| 428820 | 2008 TD91              | 3 d'octubre de 2008    | La Sagra             | OAM               |
| 428821 | 2008 TM105             | 6 d'octubre de 2008    | Kitt Peak            | Spacewatch        |
| 428822 | 2008 TA106             | 23 de setembre de 2008 | Mount Lemmon         | Mt. Lemmon Survey |
| 428823 | 2008 TE109             | 6 d'octubre de 2008    | Mount Lemmon         | Mt. Lemmon Survey |
| 428824 | 2008 TH109             | 6 d'octubre de 2008    | Mount Lemmon         | Mt. Lemmon Survey |
| 428825 | 2008 TK112             | 6 d'octubre de 2008    | Catalina             | CSS               |
| 428826 | 2008 TV116             | 23 de setembre de 2008 | Catalina             | CSS               |
| 428827 | 2008 TZ117             | 6 d'octubre de 2008    | Kitt Peak            | Spacewatch        |
| 428828 | 2008 TF123             | 23 de setembre de 2008 | Kitt Peak            | Spacewatch        |
| 428829 | 2008 TV127             | 8 d'octubre de 2008    | Mount Lemmon         | Mt. Lemmon Survey |
| 428830 | 2008 TP141             | 9 d'octubre de 2008    | Mount Lemmon         | Mt. Lemmon Survey |
| 428831 | 2008 TC143             | 24 de febrer de 2006   | Kitt Peak            | Spacewatch        |
| 428832 | 2008 TN146             | 3 de setembre de 2008  | Kitt Peak            | Spacewatch        |
| 428833 | 2008 TN163             | 1 d'octubre de 2008    | Kitt Peak            | Spacewatch        |
| 428834 | 2008 TF175             | 8 d'octubre de 2008    | Mount Lemmon         | Mt. Lemmon Survey |
| 428835 | 2008 TX176             | 10 d'octubre de 2008   | Mount Lemmon         | Mt. Lemmon Survey |
| 428836 | 2008 TZ182             | 2 d'octubre de 2008    | Kitt Peak            | Spacewatch        |
| 428837 | 2008 TC186             | 7 d'octubre de 2008    | Mount Lemmon         | Mt. Lemmon Survey |
| 428838 | 2008 UC2               | 22 de setembre de 2008 | Catalina             | CSS               |
| 428839 | 2008 UK5               | 25 d'octubre de 2008   | Socorro              | LINEAR            |
| 428840 | 2008 UD10              | 20 de febrer de 2006   | Kitt Peak            | Spacewatch        |
| 428841 | 2008 UG11              | 24 de setembre de 2008 | Kitt Peak            | Spacewatch        |
| 428842 | 2008 UU31              | 24 de setembre de 2008 | Mount Lemmon         | Mt. Lemmon Survey |
| 428843 | 2008 UZ35              | 29 de setembre de 2003 | Kitt Peak            | Spacewatch        |
| 428844 | 2008 UC44              | 20 d'octubre de 2008   | Mount Lemmon         | Mt. Lemmon Survey |
| 428845 | 2008 UH51              | 6 d'octubre de 2008    | Kitt Peak            | Spacewatch        |
| 428846 | 2008 UJ51              | 20 d'octubre de 2008   | Kitt Peak            | Spacewatch        |
| 428847 | 2008 UO56              | 1 d'octubre de 2008    | Kitt Peak            | Spacewatch        |
| 428848 | 2008 US58              | 9 de setembre de 2008  | Mount Lemmon         | Mt. Lemmon Survey |
| 428849 | 2008 UG62              | 21 d'octubre de 2008   | Kitt Peak            | Spacewatch        |
| 428850 | 2008 UT65              | 21 d'octubre de 2008   | Kitt Peak            | Spacewatch        |
| 428851 | 2008 UT75              | 21 d'octubre de 2008   | Kitt Peak            | Spacewatch        |
| 428852 | 2008 US84              | 23 d'octubre de 2008   | Kitt Peak            | Spacewatch        |
| 428853 | 2008 UD88              | 24 d'octubre de 2008   | Catalina             | CSS               |
| 428854 | 2008 UC103             | 23 de setembre de 2008 | Kitt Peak            | Spacewatch        |
| 428855 | 2008 UG106             | 4 de setembre de 2008  | Kitt Peak            | Spacewatch        |
| 428856 | 2008 UJ109             | 3 d'octubre de 2008    | Mount Lemmon         | Mt. Lemmon Survey |
| 428857 | 2008 UC114             | 22 d'octubre de 2008   | Kitt Peak            | Spacewatch        |
| 428858 | 2008 UG117             | 22 d'octubre de 2008   | Kitt Peak            | Spacewatch        |
| 428859 | 2008 UA121             | 22 d'octubre de 2008   | Kitt Peak            | Spacewatch        |
| 428860 | 2008 UT121             | 22 d'octubre de 2008   | Kitt Peak            | Spacewatch        |
| 428861 | 2008 UN124             | 22 d'octubre de 2008   | Kitt Peak            | Spacewatch        |
| 428862 | 2008 UK125             | 22 d'octubre de 2008   | Kitt Peak            | Spacewatch        |
| 428863 | 2008 UW126             | 22 d'octubre de 2008   | Mount Lemmon         | Mt. Lemmon Survey |
| 428864 | 2008 UQ130             | 23 d'octubre de 2008   | Kitt Peak            | Spacewatch        |
| 428865 | 2008 UF133             | 23 d'octubre de 2008   | Kitt Peak            | Spacewatch        |
| 428866 | 2008 UB143             | 23 d'octubre de 2008   | Kitt Peak            | Spacewatch        |
| 428867 | 2008 UE163             | 10 d'octubre de 2008   | Mount Lemmon         | Mt. Lemmon Survey |
| 428868 | 2008 UE165             | 24 d'octubre de 2008   | Kitt Peak            | Spacewatch        |
| 428869 | 2008 UT167             | 24 d'octubre de 2008   | Kitt Peak            | Spacewatch        |
| 428870 | 2008 UA183             | 24 d'octubre de 2008   | Mount Lemmon         | Mt. Lemmon Survey |
| 428871 | 2008 UO188             | 24 d'octubre de 2008   | Kitt Peak            | Spacewatch        |
| 428872 | 2008 UF193             | 25 d'octubre de 2008   | Mount Lemmon         | Mt. Lemmon Survey |
| 428873 | 2008 UJ197             | 6 d'octubre de 2008    | Mount Lemmon         | Mt. Lemmon Survey |
| 428874 | 2008 UG220             | 25 d'octubre de 2008   | Kitt Peak            | Spacewatch        |
| 428875 | 2008 UB229             | 24 de setembre de 2008 | Mount Lemmon         | Mt. Lemmon Survey |
| 428876 | 2008 UL247             | 9 de març de 2005      | Mount Lemmon         | Mt. Lemmon Survey |
| 428877 | 2008 UY265             | 28 d'octubre de 2008   | Kitt Peak            | Spacewatch        |
| 428878 | 2008 UO287             | 28 d'octubre de 2008   | Mount Lemmon         | Mt. Lemmon Survey |
| 428879 | 2008 UL290             | 28 d'octubre de 2008   | Kitt Peak            | Spacewatch        |
| 428880 | 2008 UB299             | 29 d'octubre de 2008   | Kitt Peak            | Spacewatch        |
| 428881 | 2008 UQ300             | 29 de setembre de 2008 | Socorro              | LINEAR            |
| 428882 | 2008 UP304             | 7 d'abril de 2006      | Kitt Peak            | Spacewatch        |
| 428883 | 2008 UL306             | 30 d'octubre de 2008   | Kitt Peak            | Spacewatch        |
| 428884 | 2008 UO306             | 30 d'octubre de 2008   | Catalina             | CSS               |
| 428885 | 2008 UR306             | 24 de setembre de 2008 | Mount Lemmon         | Mt. Lemmon Survey |
| 428886 | 2008 UJ315             | 24 de setembre de 2008 | Kitt Peak            | Spacewatch        |
| 428887 | 2008 UG328             | 24 de setembre de 2008 | Mount Lemmon         | Mt. Lemmon Survey |
| 428888 | 2008 UW334             | 20 d'octubre de 2008   | Kitt Peak            | Spacewatch        |
| 428889 | 2008 UW335             | 20 d'octubre de 2008   | Kitt Peak            | Spacewatch        |
| 428890 | 2008 UD337             | 20 d'octubre de 2008   | Kitt Peak            | Spacewatch        |
| 428891 | 2008 UK339             | 23 d'octubre de 2008   | Kitt Peak            | Spacewatch        |
| 428892 | 2008 UE341             | 25 d'octubre de 2008   | Kitt Peak            | Spacewatch        |
| 428893 | 2008 UN342             | 28 d'octubre de 2008   | Mount Lemmon         | Mt. Lemmon Survey |
| 428894 | 2008 UK348             | 24 d'octubre de 2008   | Catalina             | CSS               |
| 428895 | 2008 UH350             | 21 d'octubre de 2008   | Kitt Peak            | Spacewatch        |
| 428896 | 2008 UK352             | 24 d'octubre de 2008   | Mount Lemmon         | Mt. Lemmon Survey |
| 428897 | 2008 UY353             | 21 d'octubre de 2008   | Kitt Peak            | Spacewatch        |
| 428898 | 2008 UF357             | 24 d'octubre de 2008   | Kitt Peak            | Spacewatch        |
| 428899 | 2008 UJ357             | 24 d'octubre de 2008   | Kitt Peak            | Spacewatch        |
| 428900 | 2008 UP359             | 28 d'octubre de 2008   | Kitt Peak            | Spacewatch        |

## 428901–429000
| Nom    | Designació provisional | Data de descobriment   | Lloc de descobriment | Descobridor/s             |
| ------ | ---------------------- | ---------------------- | -------------------- | ------------------------- |
| 428901 | 2008 UA363             | 7 d'octubre de 2008    | Catalina             | CSS                       |
| 428902 | 2008 UA369             | 26 d'octubre de 2008   | Mount Lemmon         | Mt. Lemmon Survey         |
| 428903 | 2008 VZ                | 1 de novembre de 2008  | Needville            | Dellinger, J., Sexton, C. |
| 428904 | 2008 VG11              | 23 de març de 2006     | Kitt Peak            | Spacewatch                |
| 428905 | 2008 VS22              | 1 de novembre de 2008  | Mount Lemmon         | Mt. Lemmon Survey         |
| 428906 | 2008 VL24              | 1 de novembre de 2008  | Kitt Peak            | Spacewatch                |
| 428907 | 2008 VV26              | 2 de novembre de 2008  | Kitt Peak            | Spacewatch                |
| 428908 | 2008 VN34              | 2 de novembre de 2008  | Mount Lemmon         | Mt. Lemmon Survey         |
| 428909 | 2008 VX39              | 2 de novembre de 2008  | Kitt Peak            | Spacewatch                |
| 428910 | 2008 VE43              | 11 de març de 2005     | Mount Lemmon         | Mt. Lemmon Survey         |
| 428911 | 2008 VH59              | 7 de novembre de 2008  | Catalina             | CSS                       |
| 428912 | 2008 VL62              | 22 de setembre de 2008 | Mount Lemmon         | Mt. Lemmon Survey         |
| 428913 | 2008 VY62              | 8 de novembre de 2008  | Kitt Peak            | Spacewatch                |
| 428914 | 2008 VT67              | 8 de novembre de 2008  | Kitt Peak            | Spacewatch                |
| 428915 | 2008 VX69              | 23 d'octubre de 2008   | Mount Lemmon         | Mt. Lemmon Survey         |
| 428916 | 2008 VA70              | 6 de novembre de 2008  | Mount Lemmon         | Mt. Lemmon Survey         |
| 428917 | 2008 VK70              | 7 de novembre de 2008  | Mount Lemmon         | Mt. Lemmon Survey         |
| 428918 | 2008 VQ74              | 9 de novembre de 2008  | Kitt Peak            | Spacewatch                |
| 428919 | 2008 WE10              | 23 d'octubre de 2008   | Kitt Peak            | Spacewatch                |
| 428920 | 2008 WX11              | 18 de novembre de 2008 | Catalina             | CSS                       |
| 428921 | 2008 WN17              | 6 de setembre de 2008  | Mount Lemmon         | Mt. Lemmon Survey         |
| 428922 | 2008 WC43              | 17 de novembre de 2008 | Kitt Peak            | Spacewatch                |
| 428923 | 2008 WY52              | 24 d'octubre de 2008   | Kitt Peak            | Spacewatch                |
| 428924 | 2008 WV54              | 19 de novembre de 2008 | Mount Lemmon         | Mt. Lemmon Survey         |
| 428925 | 2008 WA61              | 27 de setembre de 2008 | Mount Lemmon         | Mt. Lemmon Survey         |
| 428926 | 2008 WE67              | 28 d'octubre de 2008   | Kitt Peak            | Spacewatch                |
| 428927 | 2008 WJ89              | 21 de novembre de 2008 | Mount Lemmon         | Mt. Lemmon Survey         |
| 428928 | 2008 WO89              | 21 de novembre de 2008 | Kitt Peak            | Spacewatch                |
| 428929 | 2008 WJ104             | 30 de novembre de 2008 | Mount Lemmon         | Mt. Lemmon Survey         |
| 428930 | 2008 WO110             | 26 d'octubre de 2008   | Kitt Peak            | Spacewatch                |
| 428931 | 2008 WB112             | 30 de novembre de 2008 | Kitt Peak            | Spacewatch                |
| 428932 | 2008 WE116             | 18 de novembre de 2008 | Kitt Peak            | Spacewatch                |
| 428933 | 2008 WG118             | 29 d'octubre de 2008   | Kitt Peak            | Spacewatch                |
| 428934 | 2008 WU119             | 21 de novembre de 2008 | Kitt Peak            | Spacewatch                |
| 428935 | 2008 WP125             | 24 de novembre de 2008 | Mount Lemmon         | Mt. Lemmon Survey         |
| 428936 | 2008 WS128             | 14 de setembre de 2007 | Mount Lemmon         | Mt. Lemmon Survey         |
| 428937 | 2008 WF129             | 19 de novembre de 2008 | Kitt Peak            | Spacewatch                |
| 428938 | 2008 WJ130             | 21 de novembre de 2008 | Kitt Peak            | Spacewatch                |
| 428939 | 2008 WX133             | 3 d'octubre de 2008    | Mount Lemmon         | Mt. Lemmon Survey         |
| 428940 | 2008 XA                | 1 de desembre de 2008  | Mount Lemmon         | Mt. Lemmon Survey         |
| 428941 | 2008 XU14              | 1 de desembre de 2008  | Kitt Peak            | Spacewatch                |
| 428942 | 2008 XX21              | 1 de desembre de 2008  | Kitt Peak            | Spacewatch                |
| 428943 | 2008 XY21              | 1 de desembre de 2008  | Kitt Peak            | Spacewatch                |
| 428944 | 2008 XY33              | 29 d'octubre de 2008   | Kitt Peak            | Spacewatch                |
| 428945 | 2008 XV35              | 19 de novembre de 2008 | Kitt Peak            | Spacewatch                |
| 428946 | 2008 XG48              | 4 de desembre de 2008  | Mount Lemmon         | Mt. Lemmon Survey         |
| 428947 | 2008 XT49              | 4 de desembre de 2008  | Mount Lemmon         | Mt. Lemmon Survey         |
| 428948 | 2008 XS51              | 2 de desembre de 2008  | Kitt Peak            | Spacewatch                |
| 428949 | 2008 YV8               | 23 de desembre de 2008 | Piszkéstető          | Sárneczky, K.             |
| 428950 | 2008 YG11              | 20 de desembre de 2008 | Mount Lemmon         | Mt. Lemmon Survey         |
| 428951 | 2008 YJ22              | 21 de desembre de 2008 | Mount Lemmon         | Mt. Lemmon Survey         |
| 428952 | 2008 YR26              | 31 d'octubre de 2008   | Mount Lemmon         | Mt. Lemmon Survey         |
| 428953 | 2008 YL40              | 29 de desembre de 2008 | Mount Lemmon         | Mt. Lemmon Survey         |
| 428954 | 2008 YG42              | 18 de novembre de 2008 | Kitt Peak            | Spacewatch                |
| 428955 | 2008 YB49              | 29 de desembre de 2008 | Mount Lemmon         | Mt. Lemmon Survey         |
| 428956 | 2008 YN58              | 22 de desembre de 2008 | Kitt Peak            | Spacewatch                |
| 428957 | 2008 YE70              | 15 de setembre de 2006 | Kitt Peak            | Spacewatch                |
| 428958 | 2008 YM91              | 29 de desembre de 2008 | Kitt Peak            | Spacewatch                |
| 428959 | 2008 YL98              | 29 de desembre de 2008 | Kitt Peak            | Spacewatch                |
| 428960 | 2008 YK100             | 21 de desembre de 2008 | Kitt Peak            | Spacewatch                |
| 428961 | 2008 YN105             | 29 de desembre de 2008 | Kitt Peak            | Spacewatch                |
| 428962 | 2008 YD109             | 29 de desembre de 2008 | Kitt Peak            | Spacewatch                |
| 428963 | 2008 YP121             | 30 de desembre de 2008 | Mount Lemmon         | Mt. Lemmon Survey         |
| 428964 | 2008 YA122             | 30 de desembre de 2008 | Kitt Peak            | Spacewatch                |
| 428965 | 2008 YL132             | 21 de desembre de 2008 | Kitt Peak            | Spacewatch                |
| 428966 | 2008 YD133             | 24 d'octubre de 2008   | Mount Lemmon         | Mt. Lemmon Survey         |
| 428967 | 2008 YM139             | 7 de desembre de 2008  | Mount Lemmon         | Mt. Lemmon Survey         |
| 428968 | 2008 YF140             | 30 de desembre de 2008 | Mount Lemmon         | Mt. Lemmon Survey         |
| 428969 | 2008 YZ140             | 30 de desembre de 2008 | Mount Lemmon         | Mt. Lemmon Survey         |
| 428970 | 2008 YD147             | 31 de desembre de 2008 | Kitt Peak            | Spacewatch                |
| 428971 | 2008 YS150             | 22 de desembre de 2008 | Kitt Peak            | Spacewatch                |
| 428972 | 2008 YT152             | 30 de desembre de 2008 | Mount Lemmon         | Mt. Lemmon Survey         |
| 428973 | 2008 YG155             | 22 de desembre de 2008 | Kitt Peak            | Spacewatch                |
| 428974 | 2008 YT157             | 29 de desembre de 2008 | Mount Lemmon         | Mt. Lemmon Survey         |
| 428975 | 2008 YV157             | 10 d'agost de 2007     | Kitt Peak            | Spacewatch                |
| 428976 | 2008 YW158             | 30 de desembre de 2008 | Kitt Peak            | Spacewatch                |
| 428977 | 2008 YM160             | 30 de desembre de 2008 | Mount Lemmon         | Mt. Lemmon Survey         |
| 428978 | 2008 YP160             | 30 de desembre de 2008 | Mount Lemmon         | Mt. Lemmon Survey         |
| 428979 | 2008 YS161             | 21 de desembre de 2008 | Mount Lemmon         | Mt. Lemmon Survey         |
| 428980 | 2008 YW162             | 22 de desembre de 2008 | Mount Lemmon         | Mt. Lemmon Survey         |
| 428981 | 2008 YF163             | 30 de desembre de 2008 | Kitt Peak            | Spacewatch                |
| 428982 | 2008 YL164             | 22 de desembre de 2008 | Kitt Peak            | Spacewatch                |
| 428983 | 2008 YC168             | 22 de desembre de 2008 | Mount Lemmon         | Mt. Lemmon Survey         |
| 428984 | 2009 AC4               | 1 de gener de 2009     | Mount Lemmon         | Mt. Lemmon Survey         |
| 428985 | 2009 AC10              | 2 de gener de 2009     | Mount Lemmon         | Mt. Lemmon Survey         |
| 428986 | 2009 AU12              | 2 de gener de 2009     | Mount Lemmon         | Mt. Lemmon Survey         |
| 428987 | 2009 AY12              | 2 de gener de 2009     | Mount Lemmon         | Mt. Lemmon Survey         |
| 428988 | 2009 AY13              | 22 de desembre de 2008 | Kitt Peak            | Spacewatch                |
| 428989 | 2009 AO25              | 22 de desembre de 2008 | Kitt Peak            | Spacewatch                |
| 428990 | 2009 AU25              | 2 de gener de 2009     | Kitt Peak            | Spacewatch                |
| 428991 | 2009 AE26              | 2 de gener de 2009     | Kitt Peak            | Spacewatch                |
| 428992 | 2009 AR30              | 14 de setembre de 2006 | Kitt Peak            | Spacewatch                |
| 428993 | 2009 AH50              | 1 de gener de 2009     | Kitt Peak            | Spacewatch                |
| 428994 | 2009 BO4               | 17 d'octubre de 2008   | Kitt Peak            | Spacewatch                |
| 428995 | 2009 BU10              | 25 de gener de 2009    | Mayhill              | Lowe, A.                  |
| 428996 | 2009 BL28              | 21 de novembre de 2008 | Mount Lemmon         | Mt. Lemmon Survey         |
| 428997 | 2009 BU30              | 16 de gener de 2009    | Kitt Peak            | Spacewatch                |
| 428998 | 2009 BQ31              | 16 de gener de 2009    | Kitt Peak            | Spacewatch                |
| 428999 | 2009 BU35              | 16 de gener de 2009    | Kitt Peak            | Spacewatch                |
| 429000 | 2009 BD37              | 16 de gener de 2009    | Kitt Peak            | Spacewatch                |